# Gospodarka Polski Ludowej
Gospodarka Polski Ludowej – system gospodarczy związany ściśle z ustrojem panującym w Polsce Ludowej w latach 1944–1989, wzorowanym na rozwiązaniach radzieckich. Główną cechą gospodarki Polski Ludowej było jej podporządkowanie celom politycznym.
Rozwój gospodarczy opierał się na dokonanych zasadniczych reformach społecznych. Zasadniczym narzędziem sprawowania kontroli nad procesami gospodarczymi był system planów gospodarczych. Szczególne znaczenie miał przy tym plan trzyletni (1947–1949) – reforma rolna, nacjonalizacja przemysłu i zasiedlanie tzw. Ziem Odzyskanych. Plan trzyletni przeprowadzony w latach 1947–1949 był jedynym w historii Polski Ludowej planem, który udało się zrealizować. Następne plany (plan sześcioletni 1950–1955 i kolejne pięciolatki) wielokrotnie zmieniano i realizowano w części. Konstruowania planów wieloletnich zaprzestano po 1989 roku.

## Historia

### 1944–1956

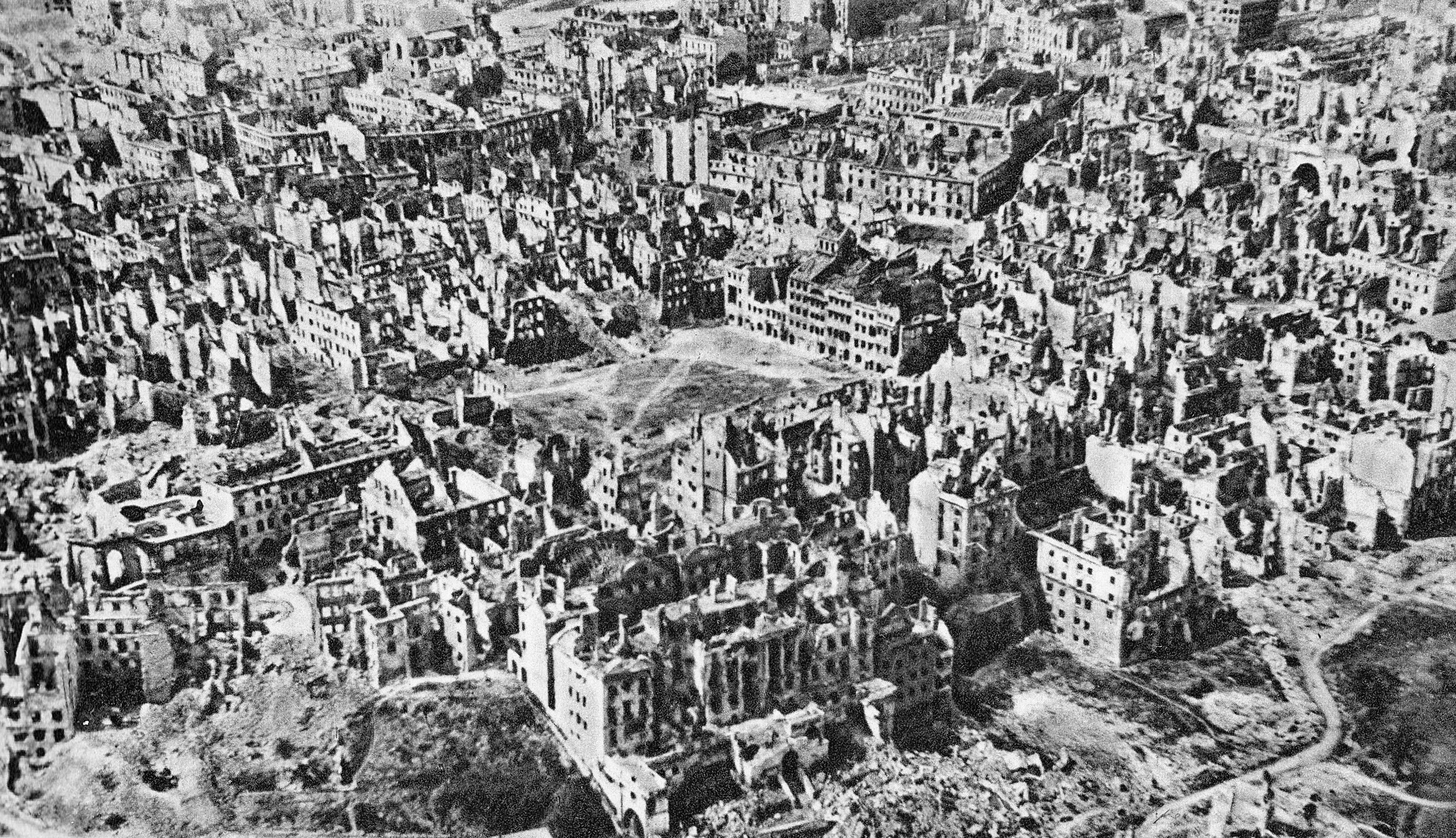
Ruiny Starego i Nowego Miasta w Warszawie

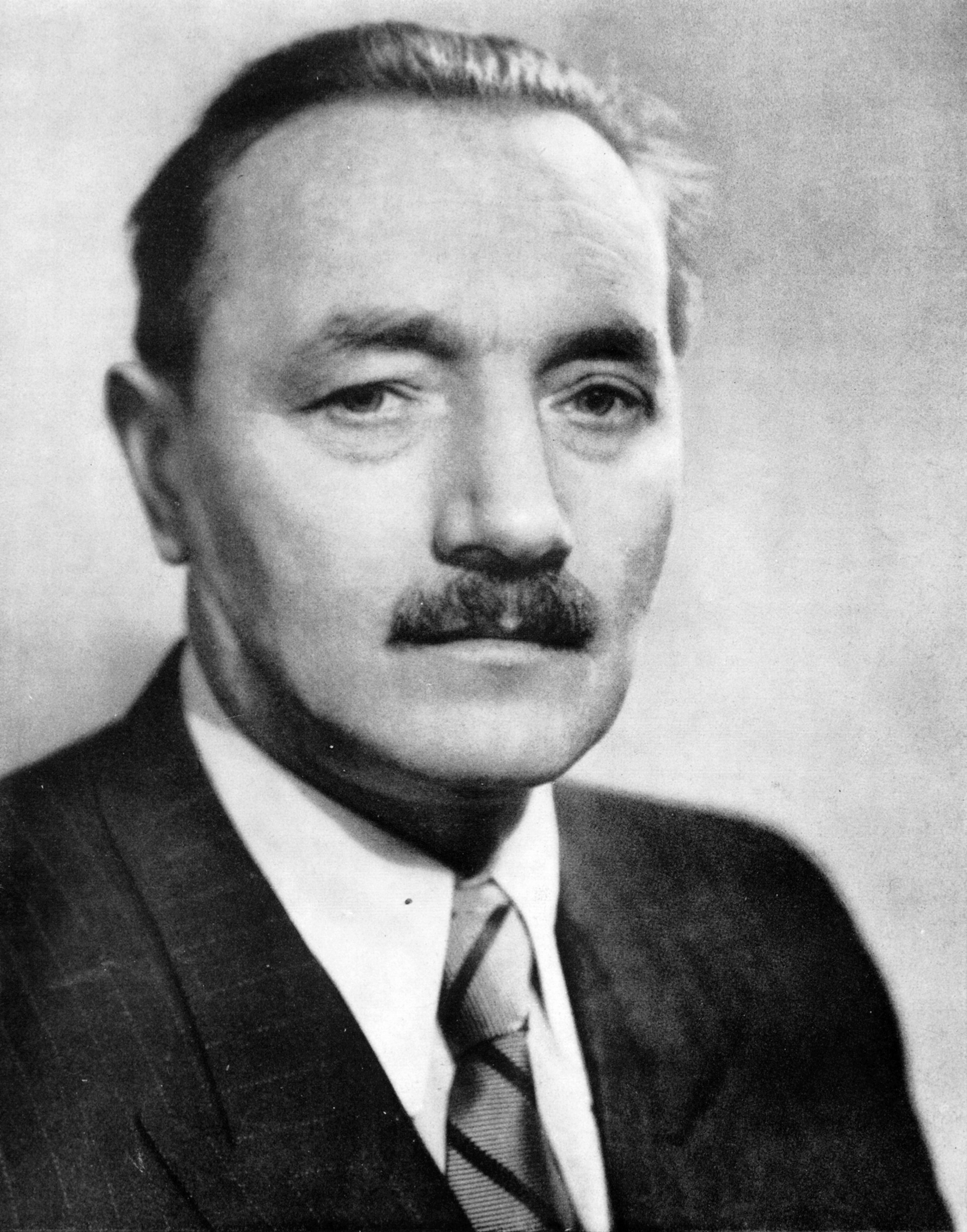
Bolesław Bierut

#### Stan gospodarki po zakończeniu II wojny światowej
Rabunkowa gospodarka, działanie wojenne oraz masowy wywóz urządzeń produkcyjnych do III Rzeszy oraz ZSRR poważnie osłabiły gospodarkę Polski. Według szacunków ok. 38% wartości majątku narodowego zniszczono (podczas gdy po I wojnie światowej zniszczenia oszacowano na ok. 10%). Podczas II wojny światowej zginęło przez Niemców ok. 6,028 miliona obywateli. W wyniku bezpośrednich działań wojennych zginęło ok. 644 tys. osób – 5,3 mln osób zginęło za sprawą terroru. Liczba osób zabitych przez Armię Radziecką lub zmarła w ZSRR jest szacowana na od 0,5 do 1,5 mln Polaków. Największe straty poniosła inteligencja, głównie adwokaci (58%), lekarze (38%), pracownicy wyższych uczelni (28%). Klasa średnia okazała się najbardziej narażoną na prześladowania – traktowana jako mieszczaństwo zanikła. W wyniku działań wojennych, terroru, spadku przyrostu naturalnego oraz emigracji ludność Polski w 1945 roku wyniosła 23,9 mln. Stan z 1939 roku (34,8 mln) udało się osiągnąć w 1978 roku. Straty w majątku trwałym przekroczyły 38% przedwojennej wartości – 35% budynków przemysłowych oraz 52% urządzeń elektrycznych zniszczono.
W celu oszacowania strat w lipcu 1945 roku Główny Urząd Statystyczny przeprowadził spis zakładów przemysłowych. Według Biura Odszkodowań Wojennych straty materialne przemysłu wyniosły ok. 258 mld przedwojennych złotych. Dane te są nieco zawyżone. Z 30 017 zakładów ocalało 20 881. Nieczynnych było 8122, zaś o 1014 nie było danych. Na podstawie spisu można przyjąć, że procent zniszczenia budynków w obrębie całego przemysłu wyniósł 35,1%, urządzeń technicznych o 35,4%, a urządzeń energetycznych o 52,1%. Stopień zniszczenia na Ziemiach Odzyskanych był większy.
Wiele polskich miast było poważnie zniszczonych. Najbardziej ucierpiała Warszawa. Poważne straty odnotowały także: Wrocław, Szczecin, Poznań i Gdańsk. Na poniemieckich ziemiach najbardziej ucierpiały małe i średnie miasta. Straty w budownictwie oszacowano na ok. 12 mld złotych (według cen z 1938 roku), z czego 80% przypadło na miasta.
Straty w transporcie oszacowano na 50%. Zniszczenia w kolejnictwie objęły: tabor, urządzenia trakcyjne, warsztaty, wiadukty, urządzenia ruchu kolejowego, tory i mosty. Większe straty poniosły Ziemie Odzyskane, na których Sowieci rabowali pociągi, tory kolejowe i wszystko, co dało się stamtąd wywieźć. Nawierzchnia dróg była w bardzo złym stanie, zaś liczne mosty i wiadukty wysadzono. Z pięciu polskich liniowców ocalały dwa, a z 29 statków handlowych ocalało 12. Port morski w Gdyni zaminowali Niemcy, falochrony wysadzono, a wejście do gdyńskiego portu zablokował zatopiony pancernik. Mniejsze straty poniosły porty w Gdańsku i Szczecinie. Baseny portowe w Szczecinie i Świnoujściu do 1947 roku znajdowały się w rękach Związku Radzieckiego. Samoloty i urządzenia należące do PLL LOT zniszczono.
Przyłączone Ziemie Zachodnie i Północne zwiększyły potencjał przemysłowy Polski. Obszar ten należało jednak odbudować oraz zaludnić. Na zachodzie powszechny był rabunek całych zakładów przemysłowych, wyposażeń fabryk i maszyn, infrastruktury lokalnej (szyn kolejowych i taboru) przez armię radziecką, także wycofująca się armia niemiecka wywoziła wyposażenie fabryk i maszyny oraz niszczyła zabudowania przemysłowe.
Straty w rolnictwie oszacowano na 11 mld przedwojennych złotych (ok. 2 mld dolarów według kursu z 1938 roku). Około 467 tys. gospodarstw rolnych zrujnowano. W wyniku działań wojennych na Żuławach Wiślanach Niemcy zatopili ok. 200 tys. ha żyznej ziemi. Po wojnie brakowało materiału siewnego, maszyn rolniczych i narzędzi. Dzięki pomocy zagranicznej UNRRA udało się odbudować rolnictwo.

#### Narzucenie gospodarki centralnie planowej
Po wojnie narzucono Polsce gospodarkę planową, opartą na sowieckich rozwiązaniach. Proces jej wdrażania zapoczątkowały nacjonalizacja przedsiębiorstw oraz wprowadzenie monopolu w handlu zagranicznym. W 1944 roku prowadzeniem handlu zagranicznego mogło zająć się tylko państwo. W celu uzyskania poparcia od małorolnych chłopów przeprowadzono reformę rolną. Przynależność Polski do bloku państw demokracji ludowej zdominowanych przez ZSRR utrwalona została od 1949 r. poprzez członkostwo w strukturach Rady Wzajemnej Pomocy Gospodarczej (RWPG). Polscy komuniści odrzucili pomoc w ramach planu Marshalla.
W 1946 roku sektor prywatny obejmował 90% własności ziemi, drobny przemysł, handel, rzemiosło oraz niektóre rodzaje usług. Sektor prywatny mógł działać do 1949 roku – ograniczono jednak wielkość przedsiębiorstw należących do prywatnych właścicieli (do 50 zatrudnionych). Po 1949 roku kierownictwo PZPR rozpoczęło eliminację sektora prywatnego („bitwa o handel”, walka z kułakiem”).
W 1944 roku wprowadzono prawo, które wprowadzało państwowy monopol na handel zagraniczny. Według postanowień poczdamskich mienie poniemieckie przeszło na własność Polski. W 1945 roku zlikwidowano prywatne banki i przedsiębiorstwa kredytowe. W styczniu 1946 roku państwo przejęło własność poniemiecką nie wypłacając odszkodowań. 30 czerwca 1946 roku przeprowadzono sfałszowane referendum ludowe. Drugie pytanie w referendum brzmiało: Czy chcesz utrwalenia w przyszłej Konstytucji ustroju gospodarczego, zaprowadzonego przez reformę rolną i unarodowienie podstawowych gałęzi gospodarki krajowej, z zachowaniem ustawowych uprawnień inicjatywy prywatnej?. Według oficjalnych wyników 77% osób zagłosowało za reformą. W 1948 roku przywrócono, zniesiony w 1816 roku, przymus cechowy.
Narzucony system gospodarczy spowodował dysproporcję w rozwoju poszczególnych sektorów gospodarki. Nadmiernie rozbudowano przemysł ciężki, zaś sektor usług (zwłaszcza na wsi) był nierozwinięty. Niska jakość sektora usług zmuszała rząd do reglamentacji towarów i przyznawania przydziałów (trwale na mieszkania i talony na samochody, w latach 50. i 60. na telewizory, lodówki i pralki). W 1944 roku komuniści utrzymali wprowadzoną przez Niemców reglamentację towarów pierwszej potrzeby (reglamentację zniesiono 1 stycznia 1949 roku).
W 1946 roku powstało Przedsiębiorstwo Handlu Zagranicznego „Baltona” Spółka Akcyjna. Jego głównym zadaniem było zaopatrywanie w towary załóg polskich statków. Od 1955 roku przedsiębiorstwo zaopatrywało polskie placówki dyplomatyczne.

#### Pomoc gospodarcza od UNRRA
W latach 1945–1947 Polska otrzymywała paczki z pomocą od Administracji Narodów Zjednoczonych do Spraw Pomocy i Odbudowy (United Nations Relief and Rehabilitation Administration; UNRRA). UNRRA przyznała Polsce towary o łącznej wartości 470 milionów dolarów (wartość pomocy udzielonej dla wszystkich krajów wyniosła ponad 3 mld dolarów). W paczkach znalazły się przede wszystkim leki, żywność (mąka, masło, niewykorzystane zapasy wojskowe) oraz odzież. Żywność stanowiła 38% wszystkich wysłanych produktów. Ponadto do Polski trafiło 125 tys. piskląt, kilkadziesiąt tysięcy kur i kurcząt, 340 tys. ton zbóż siewnych, 17 tys. sztuk bydła oraz 140 tys. koni. Obok pomocy dla ludności UNRRA wyposażyła 23 szpitale oraz przekazała 300 tys. ton produktów naftowych, 42 parowozy, ok. 1000 wagonów, 17 tys. samochodów ciężarowych.
Zanim uruchomiono port w Gdańsku, pomoc dostarczano do rumuńskiej Konstancy, a stamtąd trafiała do Polski koleją. Polska otrzymywała wsparcie charytatywnie i nie pobierano od niej opłat. Niemniej Polska w ramach rewanżu wysłała węgiel do Austrii i Jugosławii oraz wpłaciła 10 mld złotych na rzecz organizacji.

#### Reforma rolna
W manifeście lipcowym znalazła się zapowiedź obdarowania chłopów ziemią. 15 sierpnia 1944 roku uchwalono dekret o organizacji urzędów ziemskich, które przy współpracy z radami narodowymi miały podzielić grunty. Poważnym problemem w realizacji dekretu były toczące się walki zbrojne na terenie Polski. Sama Polska Partia Robotnicza (PPR) nie była zgodna co do kształtu reformy rolnej. Zmiany w podziale ziemi pozytywnie przyjęli małorolni rolnicy z Lubelszczyzny, Małopolski i Podlasia. Dekret o reformie rolnej uchwalono 6 września 1944 roku – na mocy nowego prawa państwo przejęło wszystkie gospodarstwa rolne o powierzchni większej niż 50 hektarów, po czym rozdzielano je pomiędzy najuboższych chłopów. Parcelacje przeprowadzały brygady parcelacyjne. W ich składzie znajdowali się domorośli mierniczy (rzadko geodeci), którzy niedokładnie przeprowadzali pomiary oraz eskorta kilku uzbrojonych aktywistów z PPR oraz Milicji Obywatelskiej. Zazwyczaj nie korzystano z dawnych ksiąg wieczystych. Wielu rolników dzięki łapówkom otrzymało większe przydziały ziemi. Źle przeprowadzona reforma w rzeczywistości służyła komunistom do zdobycia poparcia wśród najuboższych rolników.
Reforma rolna nie oddawała chłopom ziemi za darmo. Nowi nabywcy musieli uiścić zapłatę w wysokości przeciętnych rocznych zbiorów z ostatnich kilku lat, rozkładając tę kwotę na jedną lub dwie dekady. Ze względu na dewastację budynków podczas wojny, brak sprzętu rolniczego oraz straty w pogłowiu, koszt ten był wysoki. Do końca 1944 roku udało się obdzielić 110 tys. rodzin, które otrzymały 212 tys. hektarów ziemi. 50 tys. hektarów ziem przekazano Państwowemu Funduszowi Ziemi. Na Ziemiach Odzyskanych miało osiedlić się 3,5 mln ludzi (z czego 2/3 na wsi). W 1945 roku ustalono, że gospodarstwa rolne na Ziemiach Odzyskanych będą liczyć średnio 7-15 hektarów. W rzeczywistości większość gospodarstw posiadało mniej niż 8 hektarów.
6 września 1944 roku Polski Komitet Wyzwolenia Narodowego wydał dekret przewidujący tworzenie w pobliżu miast gospodarstw rolniczych i działek pracowniczych.

#### Plan trzyletni

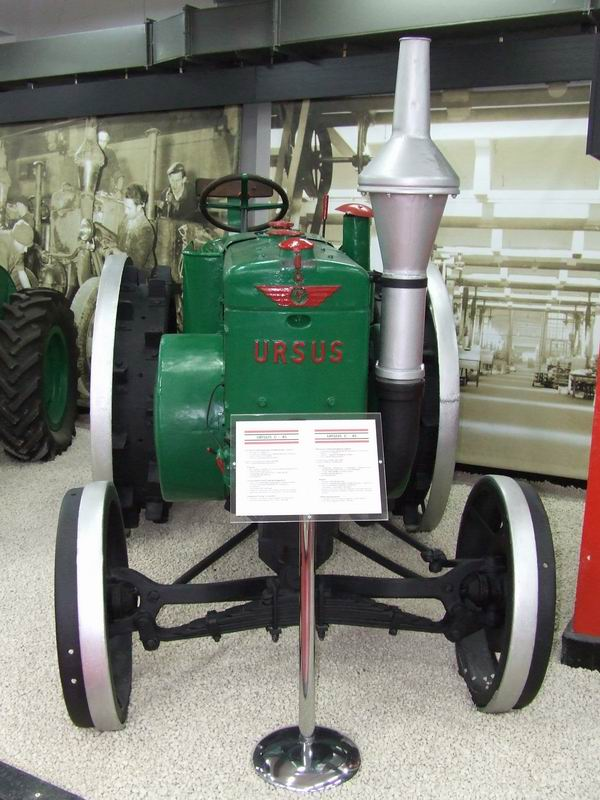
Ursus C-45 produkowany w latach 1947–1954

21 września 1946 roku Krajowa Rada Narodowa wytyczyła projekt planu trzyletniego. Ustawę o Planie Odbudowy Gospodarczej przyjął sejm 2 lipca 1947 roku. Zgodnie z założeniami, miały nastąpić odbudowa gospodarki oraz zmiana proporcji między produkcją rolną, a przemysłową (Polska miała stać się krajem przemysłowo-rolniczym). Środki inwestycyjne przeznaczono głównie na odbudowę najmniej zniszczonych zakładów przemysłowych (budowy nowych nieprzewidziano). Autorem planu trzyletniego był Czesław Bobrowski.
Pomimo wywłaszczenia sektora prywatnego i centralizacji zarządzania gospodarką udało się zrealizować plan trzyletni. Gospodarkę podźwignięto ze zniszczeń, produkcja przemysłowa wzrosła oraz poprawił się poziom życia. Udało się także przyspieszyć zjednoczenie Ziem Odzyskanych z resztą kraju (w 1949 roku na Ziemiach Odzyskanych mieszkało 6 mln Polaków). Dzięki odbudowie portów i powstania przemysłu stoczniowego zaczęło rozwijać się Wybrzeże (w 1948 roku zwodowano pierwszy w Polsce pełnomorski statek „Sołdek”). W podwarszawskim Ursusie rozpoczęto produkcję traktorów, a w Starachowicach samochodów ciężarowych. Realizację planu trzyletniego zakończono w październiku 1949 roku. Dochód narodowy w Polsce wzrósł o ok. 43%, a przeciętna płaca o 58%. Sukces planu trzyletniego wynikał ze zmiany granic, radykalnego (w porównaniu do okresu międzywojennego) wzrostu zatrudnienia w przemyśle oraz spadku liczby ludności (większość wskaźników przeliczano na głowę mieszkańca).

#### Nacjonalizacja

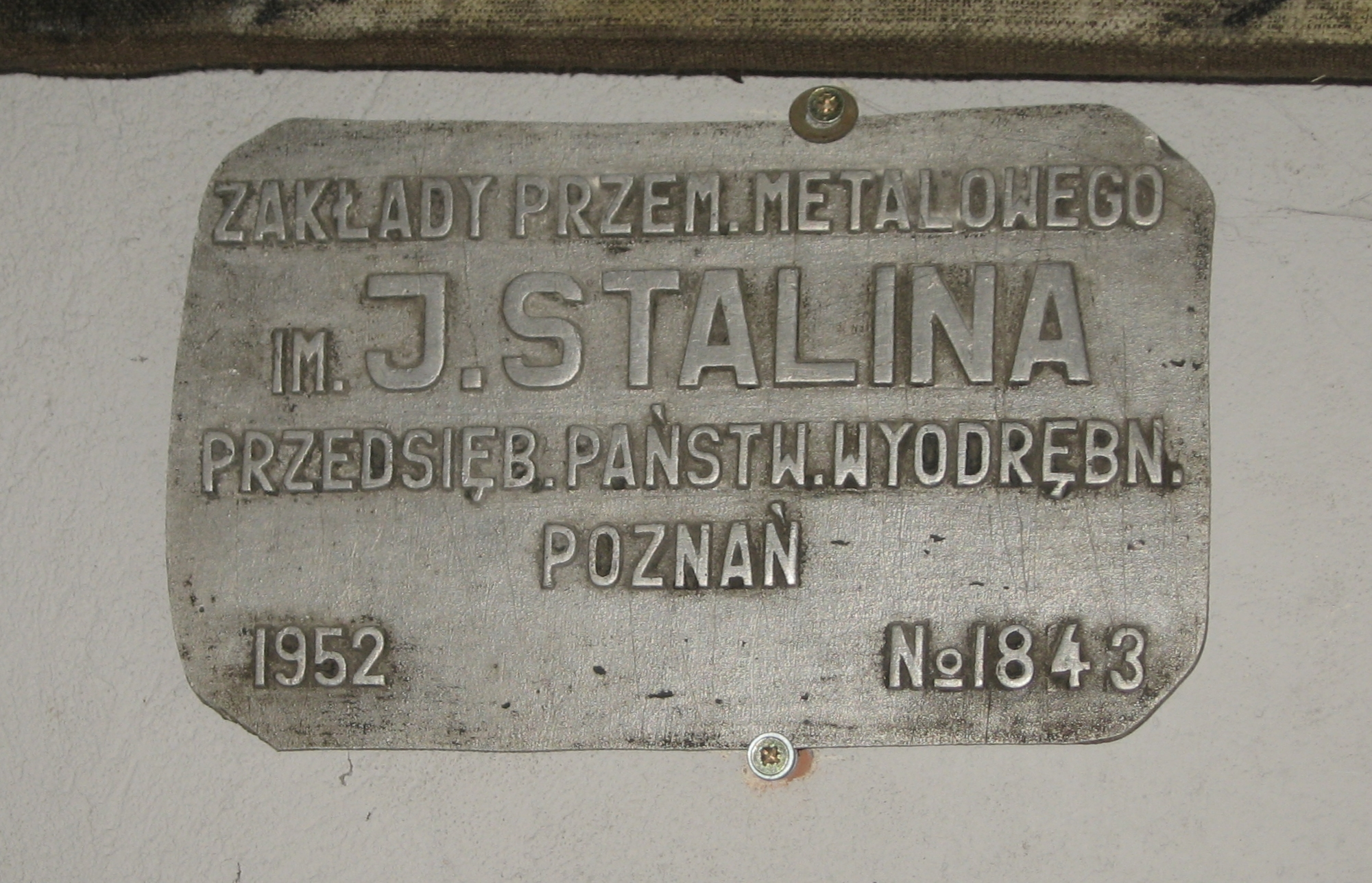
Tabliczka przedsiębiorstwa H. Cegielski – Poznań z okresu działalności jako „Zakłady Metalowe im. Józefa Stalina w Poznaniu (ZISPO)”

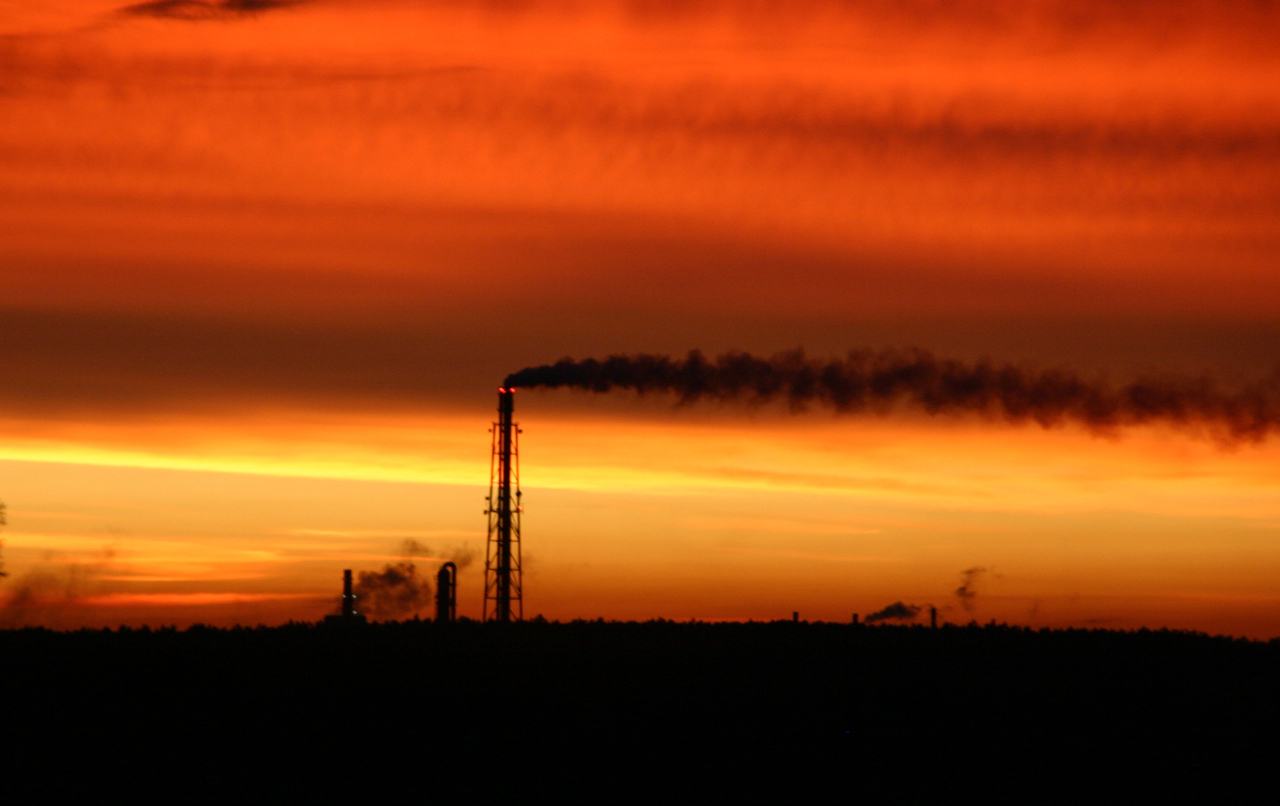
Huta Miedzi Legnica (2011)

Pierwsze kroki ku nacjonalizacji przemysłu rozpoczęto podczas II wojny światowej. Podczas wojny wielu przedsiębiorców zginęło lub uciekło z Polski. W przejmowaniu fabryk i zakładów uczestniczyli sami robotnicy, którzy nie czekając na powrót właścicieli organizowali spontaniczne straże w celu ocalenia budynków i mienia przed grabieżą. Zakładane oddolnie komitety fabryczne (nazywane radami zakładowymi) do końca marca 1945 roku posiadały ok. 8000 średnich i dużych zakładów przemysłowych. Rady miały szerokie kompetencje (łącznie z wyborem dyrektora). Władze komunistyczne były niechętne wobec komitetów fabrycznych. Robotnicy znajdujący się w komitetach domagali się praw pracowniczych (w tym siedmiogodzinnego czasu pracy) oraz produkowali towary, na które było zapotrzebowanie na rynku. W wyniku ustawy o nacjonalizacji przemysłu z 3 stycznia 1946 roku rozpoczęto nacjonalizację fabryk przez specjalne rządowe grupy operacyjne pod osłoną wojska. W ich skład oprócz ekonomów wchodzili technicy i działacze partyjni. W drugiej połowie 1945 roku komitety robotnicze straciły swoje przywileje i podporządkowano je władzom.
Nacjonalizacja przemysłu miała zlikwidować wiele problemów gospodarczych i społecznych w Polsce. Według komunistów upaństwowienie gospodarki zniosło wyzysk gospodarczy. W rzeczywistości nacjonalizacja odbyła się kosztem dramatów ludzkich, utraty życiowego dorobku oraz poniżeniem właścicieli przedsiębiorstw. W zakładach i fabrykach powszechne były marnotrawstwo surowców oraz kradzieże.
Pomimo upaństwowienia wielu zakładów, sądy grodzkie często pozytywnie zatwierdzały wnioski, skargi i zażalenia właścicieli fabryk i zakładów. Do końca 1945 roku państwo musiało oddać 567 zakładów. W celu zniechęcenia społeczeństwa do prywatnych właścicieli władze nagłaśniały przypadki robotniczych skarg na właścicieli z powodu niewypłacanych zarobków, złego zarządzania, braku stołówki, nieprzestrzegania higieny itp. Skargi uzupełniano zwykle prośbą o najszybsze upaństwowienie danego miejsca pracy. Niekiedy zdarzało się, że robotnicy bronili dawnych właścicieli. Częściej jednak robotnicy nie wpuszczali do zakładów ich właścicieli i zarzucali im współpracę z Armią Krajową.
3 stycznia Krajowa Rada Narodowa wydała dekret o przejęciu podstawowych dziedzin gospodarki narodowej na własność państwa. Ustawa miała być zwieńczeniem walki robotników o przejęcie i uruchomienie zakładów pracy. Dzięki ustawie państwo objęło 17 kluczowych dla rozwoju Polski gałęzi gospodarki (m.in. przemysł górniczy, rolniczy i zbrojeniowy, hutnictwo, kolej, elektrownie, drukarnie, poligrafię). Nacjonalizacji nie podlegały mienie spółdzielcze i komunalne oraz małe i średnie zakłady przemysłowe, które miały wrócić do prawowitych właścicieli. W celu uniknięcia izolacji gospodarczej władze zobowiązały się wypłacić odszkodowania, które w 1947 roku szacowano na ok. 875 mln dolarów. Zadośćuczynień nigdy nie wypłacono.
Wbrew obiegowej opinii w Polsce nie dokonano nacjonalizacji banków. Już w 1944 r. zaczęły wznawiać działalność prywatne instytucje kredytowe, m.in. oddziały Banku Handlowego w Warszawie S.A. i Banku Związku Spółek Zarobkowych S.A. oraz liczne banki komunalne i spółdzielcze. Ważnym wydarzeniem było utworzenie w styczniu 1945 r. Narodowego Banku Polskiego, jako państwowego banku emisyjnego. W konsekwencji rząd dysponował odpowiednim aparatem do realizacji polityki pieniężnej i kredytowej. Skłoniło to władze do stopniowego eliminowania bankowości prywatnej na drodze posunięć ekonomicznych. Początkowo uniemożliwiono jej wymianę posiadanej waluty okupacyjnej, a następnie cofnięto większości banków koncesje.

#### Walka z prywatnymi przedsiębiorcami
Po zakończeniu II wojny światowej wielu prywatnych przedsiębiorców pracowało na czarnym rynku, sprzedając towary reglamentowane przez państwo. Surowce do produkcji towarów zazwyczaj kradziono z państwowych zakładów pracy. W celu zwalczenia prywatnego sektora Komitet Centralny Związków Zawodowych 16 listopada powołał Komisję Specjalną do Walki z Nadużyciami i Szkodnictwem Gospodarczym. Członkowie komisji posiadali uprawnienia podobne do sędziowskich i prokuratorskich – mogli oni kierować sprawy do sądów lub samodzielnie wydawać wyroki. Procesy odbywały się bez oskarżonego i obrońcy, zaś samo postanowienie karne komisji było ostateczne. Na podstawie wyroków skazany mógł zapłacić wysoką grzywnę lub też trafić do więzienia lub obozu pracy. Do końca lutego 1946 roku 23 osoby skazano do obozów, a do 1954 roku ponad 84 tys. osób.
W czerwcu 1947 roku rozpoczęła się tzw. bitwa o handel, która miała na celu wyeliminować sektor prywatny. Początkiem „bitwy” było wprowadzenie ustawy o zwalczaniu drożyzny i nadmiernych zysków w obrocie handlowym. Prywatne zakłady mogły być kontrolowane przez członków Społecznych Komisji Kontroli Cen, urzędników skarbowych oraz władze administracyjne. W 1949 roku udało się komunistom zniszczyć sektor prywatny.

#### Plan sześcioletni

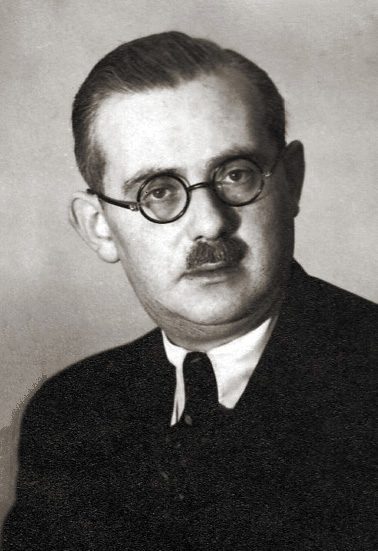
Hilary Minc

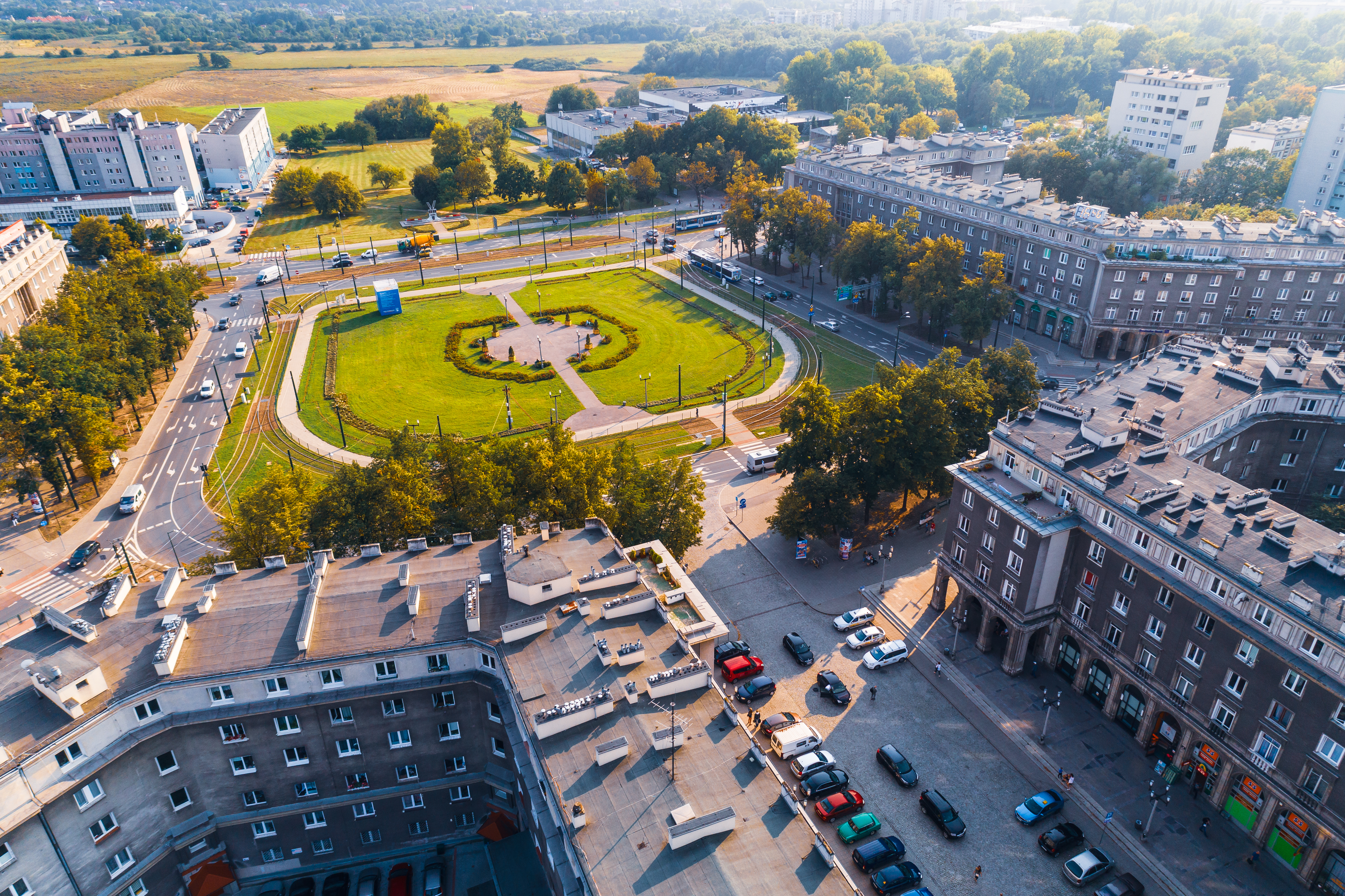
Plac Centralny w Nowej Hucie

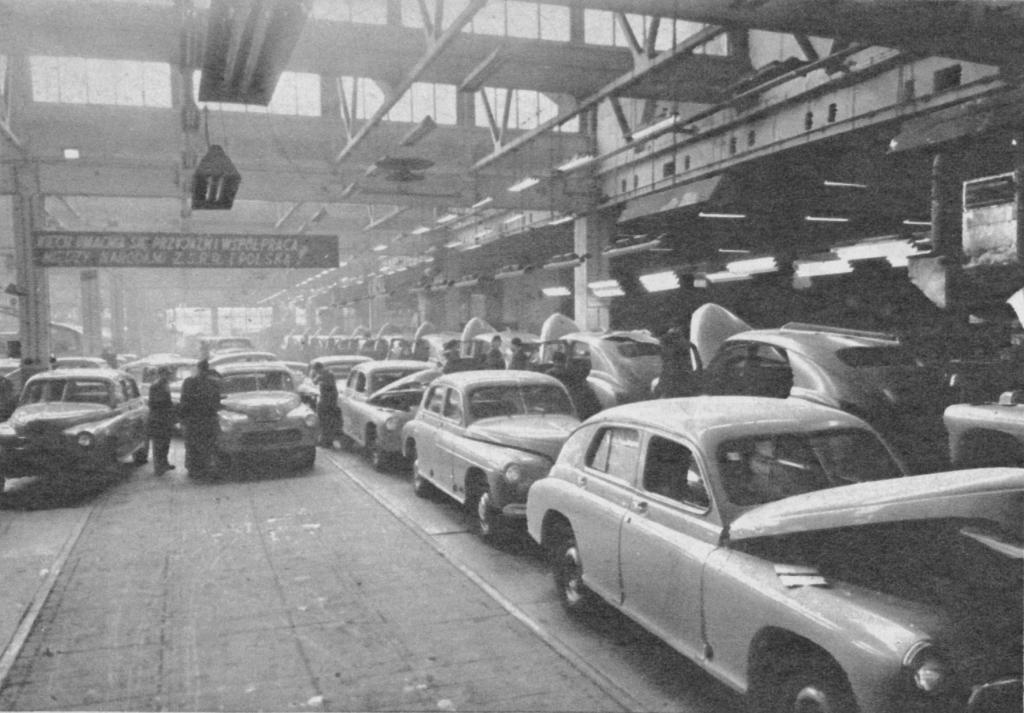
Fabryka FSO, produkcja FSO Warszawy M-20

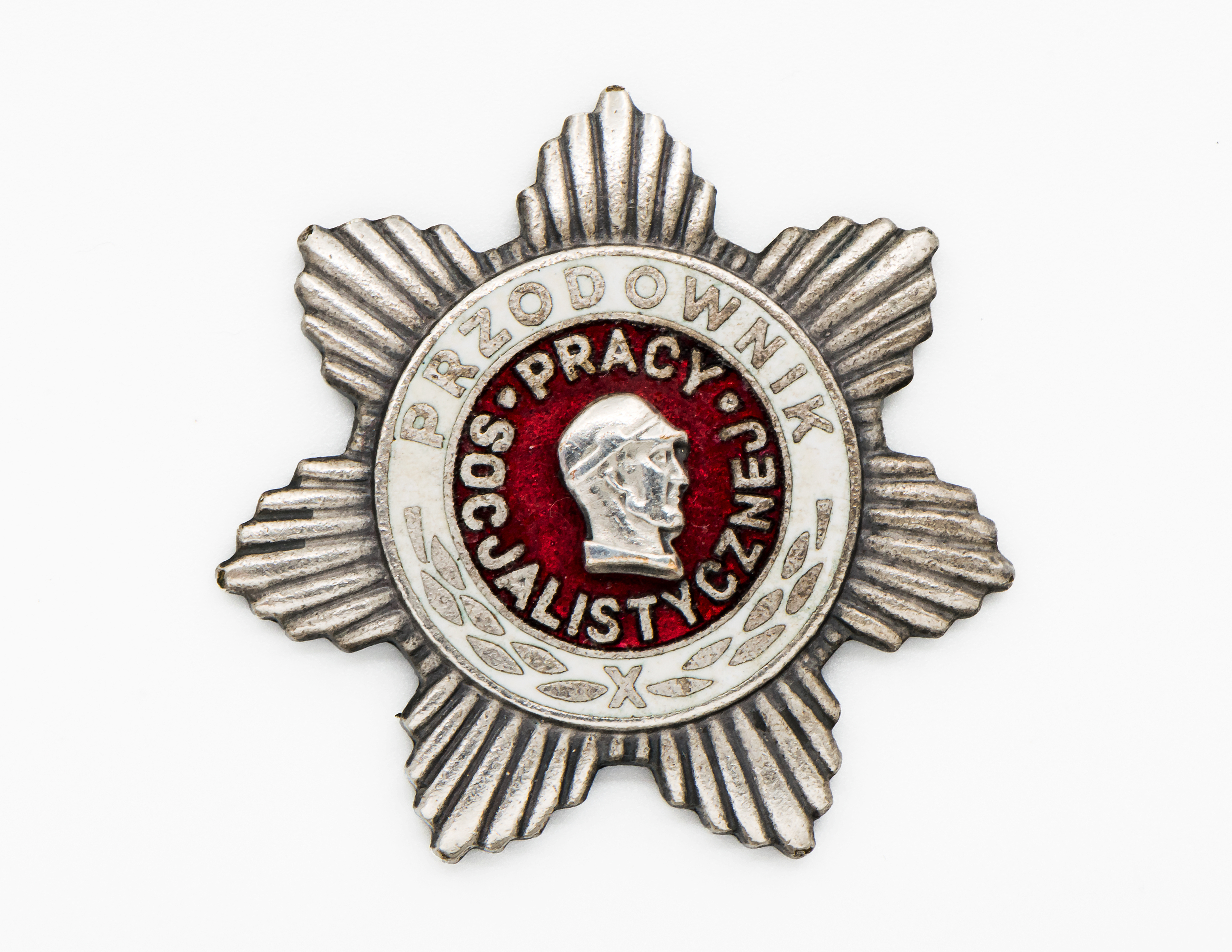
Odznaka „Przodownik Pracy Socjalistycznej”

W 1948 roku minister przemysłu i handlu Hilary Minc przedstawił wstępne założenia planu sześcioletniego. Pomimo sukcesu planu trzyletniego komuniści uważali, że przemiany w polskim życiu społeczno-gospodarczym przebiegały zbyt wolno. Realizacją planu zajęli się ekonomiści skupieni wokół Minca. Minister za największe problemy polskiej gospodarki uważał przeludnienie wsi, zależność od obcego kapitału oraz bezrobocie. Według Minca, problemy te można było rozwiązać metodami wzorowanymi na radzieckich. Plan uzyskał akceptację władz PZPR. Plan wielokrotnie modyfikowano (poprawki obejmowały głównie zwiększenie nakładów na przemysł ciężki i zbrojeniowy).
Plan sześcioletni uchwalono 21 lipca 1950 roku. Założono, że gospodarka prywatna całkowicie zniknie podczas realizacji planu. Państwo stało się rodzajem centralnie sterowanego przedsiębiorstwa, a wszystkie siły wytwórcze miały skupić się tylko na realizacji planu. Pierwszeństwo w gospodarce miał przemysł, zaś rolnictwo i usługi miały pełnić funkcję pomocniczą. W systemie gospodarczym PRL górnictwo węgla kamiennego zajmowało szczególną rolę, a węgiel kamienny był najważniejszym surowcem, eksportowany przez cały okres PRL przyniósł ok. 20% wpływów dewizowych. W związku z tym w okresie sześciolatki, unowocześniano stare, ale również wybudowano od podstaw pierwszą nową Kopalnię Węgla Kamiennego 1 Maja. Kontrolę nad gospodarką przejęła Państwowa Komisja Planowania Gospodarczego (na jej czele stanął Hilary Minc). Państwowa Komisja Planowania Gospodarczego zajmowała się planowaniem i kontrolą realizacji planu sześcioletniego. Wkrótce gospodarkę Polski kontrolowały nowe ministerstwa (do 1955 roku powstało ich 12).
Pierwszy rok planu sześcioletniego odniósł sukces – produkcja przemysłowa wzrosła o 30,8%, a rolna o 13%. Dobre wyniki za 1950 roku sprawiły, że PZPR podniósł wskaźniki na 1951 rok. Wzrost produkcji przemysłowej wynikał z bardzo niskiego jej początkowego poziomu – po wojnie wiele fabryk było zrujnowanych, przez co odbudowa lub otwarcie nowego zakładu podnosiły wskaźniki gospodarcze. Wzrost produkcji rolnej wynikał z dobrego urodzaju. W 1952 roku podniesiono wskaźniki gospodarcze.
Realizacja planu sześcioletniego przyniosła nowe problemy. Odczuwano niedobór wykwalifikowanej siły roboczej. Wielkie budowy planu sześcioletniego (m.in. Fabryka Łożysk Tocznych w Kraśniku, Huta Częstochowa, Nowa Huta, Stocznie Gdańska i Szczecińska) obsługiwali głównie robotnicy pochodzący ze wsi, których doraźnie douczano do zawodu. Kadra inżynieryjno-techniczna kształciła się na kursach wieczorowych. Niewykształceni pracownicy pracowali mało wydajnie, a ich jakość pracy była niska. Zdarzało się, że nowo wybudowane budowle waliły się, bo źle dobrano proporcje składników zaprawy murarskiej, a sprowadzane ze Związku Radzieckiego maszyny niszczały, bo nikt nie potrafił ich obsługiwać.
Dla państwa pracowali więźniowie polityczni i kryminalni, których osadzono w obozach pracy (przy kopalniach, fabrykach i kamieniołomach). Więźniowie pracowali jako niewolnicy, nie otrzymując płacy za wykonaną pracę. W 1948 roku powstała organizacja Służba Polsce (SP), do której obowiązkowo wcielano chłopców i dziewczęta w wieku od 16 do 21 lat. Głównymi celami SP były: indoktrynacja młodzieży oraz wykorzystanie jej do półniewolniczej pracy.
Podczas realizacji planu sześcioletniego wprowadzono współzawodnictwo pracy, w ramach którego domagano się od robotników ciągłego przekraczania przewidzianych norm. Osoby, które przekraczały normy nazywano „przodownikami pracy”. Przodowników prezentowano w prasie, a w zakładach pracy robiono specjalne gazetki o współzawodnictwie pracy. Poza dopingowaniem osób istniały wyścigi pomiędzy zakładami. Podczas świąt państwowych, czy w rocznice urodzin lub imienin Stalina lub Bieruta robotnicy deklarowali przekraczanie norm.
Problemy z realizacją planu rozpoczęły się w 1952 roku. Niepowodzenie planu władza ukrywała za pomocą entuzjazmu (kreowanie na bohaterów przodowników pracy) oraz represji. Negatywnym bohaterem został bumelant, który nie wyrabiał normy oraz ociągał się od pracy. Robotnicy, którzy przychodzili do pracy pijani lub ociągali się od pracy, byli aresztowani lub wcielani do wojska. Władze i aparat bezpieczeństwa odbierały wypadki w pracy jako akt sabotażu. Pierwszy taki wypadek wydarzył się 11 listopada 1952 roku w wytwórni trotylu w Łęgnowie. Wypadek mający miejsce w dniu Święta Niepodległości (zakazanego święta w Polsce Ludowej) zwiększył represje i działalność agenturalną w zakładach pracy.
Chłopi, którzy opierali się kolektywizacji, musieli przekazywać państwu dostawy żywności po cenach znacznie niższych od rynkowych. Opornych bito, aresztowano lub wcielano do wojska. Pomimo represji rolnictwo indywidualne miało wyższą wydajność niż upaństwowione lub spółdzielcze.
Po śmierci Józefa Stalina w Polsce zaczęto kłaść większy nacisk na produkcję artykułów konsumpcyjnych. Zmiany te miały uspokoić społeczeństwo, wśród którego narastało niezadowolenie z sytuacji gospodarczej.
Plan sześcioletni zakończono w 1955 roku. Dochód narodowy wzrósł o 73,5% (wobec zakładanych 112). Produkcja przemysłowa przekroczyła wskaźniki (172% wzrost wobec 158). Industrializacja udała się, choć powstał przemysł strukturalnie nierentowny, uzależniony od państwowych dotacji, pracochłonny i energochłonny. Wydajność rolnictwa spadła nawet w porównaniu do statystyk przedwojennych. Plan zakładał, że produkcja rolnicza wzrośnie o 50%.

#### Elektryfikacja
W latach 40. i 50. znaczna część społeczeństwa popierała elektryfikację, choć uważano, że proces ten jest powolny. Podczas II wojny światowej wiele elektrowni i linii energetycznych zniszczono, zaś pod koniec wojny radziecka armia ocalałą infrastrukturę wywoziła do ZSRR. Projekt elektryfikacji z 1950 roku opierał się na opracowaniach z 1930 roku. Wykonanie planu powierzono Centralnemu Zarządowi Elektryfikacji Rolnictwa, powołanemu w kwietniu 1951 roku. Koszta w większości pokrywał budżet państwa.
Po zakończeniu odbudowy zniszczonych linii energetycznych na wsi oraz planowej elektryfikacji, w 1954 roku dostęp do prądu miało 29% gospodarstw. W 1957 roku dostęp do prądu miał co drugi mieszkaniec Polski.
Według planów elektryfikacja obejmowała podłączenie prądu do budynku mieszkalnego i do dwóch lub trzech miejsc, w których można było podłączyć żarówkę. Do lat 70. mieszkańcy wsi wykorzystywali elektryczność głównie do podstawowego oświetlenia domu oraz podłączenia radia. Zużycie energii elektrycznej w produkcji rolnej było znikome (w 1957 roku w Szwajcarii na hektar gospodarstwa zużywano dziewięciokrotnie, w Niemczech Zachodnich czterokrotnie, a w Szwecji trzykrotnie więcej energii elektrycznej niż w Polsce).

### Lata 1956–1970

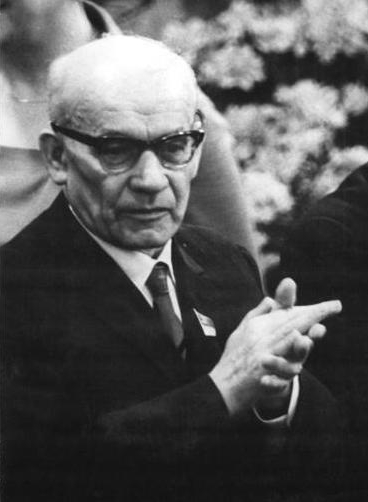
Władysław Gomułka

Rządy Władysława Gomułki przebiegały w gospodarce pod znakiem trzech kolejnych planów pięcioletnich. Każdy z nich nie zakończył się sukcesem. Pierwszy plan na lata 1956–1960 (uchwalony w połowie 1957 roku) zakładał wzrost płac o 36%, a dochodu narodowego o 46%. Nowością było uwzględnienie potrzeb społeczeństwa. Pomimo wyższych inwestycji w przemysł ciężki założono, że nakłady na przemysł wytwarzający dobra konsumpcyjne także wzrosną. Próby reformowania gospodarki w końcu lat 60. nie przyniosły oczekiwanych rezultatów, nastąpiły spadek tempa wzrostu dochodu narodowego i stagnacja płac realnych. Stagnacja sprawiła, że gospodarka Polski była na niskim poziomie w porównaniu do innych socjalistycznych państw. Rozwój gospodarki kraju był nierównomierny za sprawą scentralizowanego systemu planowania i zarządzania, niekonsekwencji władz oraz bezwładu biurokracji.

#### Chwilowe zmiany w gospodarce
W wyniku odwilży październikowej w 1956 r. podjęto próby reformy systemu gospodarczego, m.in. poprzez rezygnację z kolektywizacji rolnictwa i akceptację indywidualnej własności rolnej. W 1956 roku rozwijały się rady robotnicze, które aspirowały do roli gospodarza w przedsiębiorstwach. Gomułce udało się uzyskać dobre wyniki gospodarcze w latach 1957–1958. Ograniczenie obowiązkowych dostaw oraz podwyższenie ceny skupu pozwoliło rolnictwu osiągnąć najlepsze wyniki od wojny. Wiele rolniczych spółdzielni produkcyjnych (będących polskimi kołchozami) upadło – do końca 1956 roku pozostało 15% z nich (ok. 1,5 tys.). Rozwijała się także skala inicjatywy prywatnej – powstawały placówki handlowe i gastronomiczne oraz zakłady rzemieślnicze. Ponadto w 1956 roku zaprzestano karania za posiadanie obcych walut. W pierwszym półroczu 1957 roku wzrosły płace realne o 20%.
Dobre wyniki gospodarcze nie utrzymały się długo. Reformy zmierzające do poszerzenia wolności rynkowych oraz decentralizacji systemu zarządzania zarzucono. Podczas obrad XII Plenum KC PZPR w październiku 1958 roku zdecydowano się o zwrocie w polityce gospodarczej. Wytyczne na lata 1959–1965 opierały się na „wtórnej industrializacji” – przewidywano wzrost nakładów inwestycyjnych w górnictwie, hutnictwie, przemyśle chemicznym i maszynowym. Zmiana polityki wynikała z dwóch przyczyn: z jednej strony starano się prześcignąć kraje zachodnie w produkcji przemysłowej i wzroście potęgi wojskowej, zaś z drugiej istniało lobby przemysłowe wśród partyjnych i państwowych dygnitarzy. Rozwój przemysłu miał zapewnić także pracę dla pokolenia wyżu demograficznego. W następnych latach tempo rozwoju gospodarczego zwolniło.
W grudniu 1958 roku weszła w życie ustawa o samorządach robotniczych, która odebrała niezależność rad robotniczych. Zgodnie z pomysłami Gomułki, radom tym przyznano rolę jednej z trzech reprezentacji interesów załóg. Kierownictwo nad zakładem obejmowała Konferencja Samorządu Robotniczego, która składała się z przedstawicieli rady robotniczej, związków zawodowych i organizacji partyjnej. Dzięki tej ustawie samorząd robotniczy stał się instytucją fasadową. Zmiany objęły także rolnictwo – wrócono do koncepcji „wspólnego gospodarowania” w ramach spółdzielni produkcyjnych czy kółek rolniczych, ale zamiast nacisków stosowano zachętę finansową, poprzez uprzywilejowanie form kolektywnego rolnictwa. Pomimo tych działań 85% ogólnej powierzchni użytków rolnych należało do rolników i gospodarzy prywatnych. Wśród nich przeważały jednak małe gospodarstwa chłopskie.

#### Problemy z mięsem
Nieudane regulacje pogorszyły sytuację na rynku. W lipcu 1957 roku ogłoszono podwyżkę cen na luksusowe artykuły (np. cena samochodu FSO Warszawa wzrosła o 50%). Problemy na rynku żywnościowym nasilały się. Władze próbowały ratować sytuacje m.in. przez zmniejszenie spożycia mięsa. W lipcu 1959 roku Ministerstwo Handlu Wewnętrznego wydało zarządzenie w sprawie ograniczenia sprzedaży mięsa i przetworów mięsnych oraz zakazu podawania potraw mięsnych w poniedziałki. W poniedziałki zakłady gastronomiczne nie mogły podawać mięsa, zaś w sklepach dostępne były tylko podroby, salceson, słonina, kaszanka oraz smalec. Polacy drwili z regulacji, mówiąc, że „katolicy poszczą w piątek, a marksiści powinni pościć w pierwszym dniu tygodnia”. W Komendzie Głównej oraz w komendach wojewódzkich MO powołano „inspektoraty do walki z nadużyciami w gospodarce mięsnej”. Doraźne działania nie naprawiły sytuacji. W październiku 1959 roku wprowadzono podwyżkę (średnio o 25%) cen mięsa, przetworów mięsnych i tłuszczów zwierzęcych. Problemy gospodarcze sprawiły, że Gomułka wysłał list do Chruszczowa z prośbą o szybkie dostarczenie 15 tys. ton mięsa.

#### Degradacja środowiska
Pomimo trudności władze nie korygowały założeń gospodarczych. Industrializacja szła pełną parą: powstawały kolejne duże zakłady przemysłowe (głównie o charakterze surowcowym). Ważniejszymi inwestycjami z lat 1956–1970 były: kombinat siarkowy w Tarnobrzegu, kombinat petrochemiczny w Płocku, zakłady azotowe w Puławach, liczne kopalnie miedzi (w tym budowa Legnicko-Głogowskiego Okręgu Miedziowego) i węgla brunatnego, Huta Aluminium Konin. Inwestycje przemysłowe prowadziły do degradacji środowiska, lecz władze bagatelizowały ten problem. W październiku 1970 roku jedynie 2 tys. z 14 tys. zakładów przemysłowych odprowadzających ścieki do rzek i jezior posiadało urządzenia do oczyszczania ścieków. 25% wód klasyfikowano jako czyste.

#### Nadużycia i korupcja
W gospodarce PRL dochodziło do wielu nadużyć i korupcji, których nie udało się zwalczyć przez władze partyjne i państwowe. Nadużycia dochodziły nawet przy stosowaniu dotkliwych represji. W październiku 1960 roku w Warszawie zakończył się proces 23 oskarżonych w tzw. aferze skórzanej (zarzuty dotyczyły kradzieży skór, korupcji i paserstwa). Pomimo żądania przez prokuratorów dwóch kar śmierci i trzech kar dożywocia sąd orzekł dożywocie w trzech przypadkach. Afera skórzana przyczyniła się do wykrycia kolejnych nadużyć w skórzanej branży. W grudniu 1960 roku w Kielcach ogłoszono wyrok w procesie o nadużycia w spółdzielniach garbarskich w Szydłowcu i Radomiu. Głównego oskarżonego skazano na karę śmierci (później wyrok zamieniono na dożywotnie więzienie). Pozostałych 16 oskarżonych skazano na kary od sześciu do piętnastu lat pozbawienia wolności. Wysokie kary miały odgrywać rolę prewencyjną – pomimo tego w Polsce wciąż wykrywano kolejne nadużycia i afery korupcyjne.
W 1965 roku odbył się proces Stanisława Wawrzeckiego, dyrektora Miejskiego Przedsiębiorstwa Handlu Mięsem w Warszawie. Wawrzecki był głównym oskarżonym w tzw. aferze mięsnej. Obok Wawrzeckiego na ławie oskarżonych zasiadło osiem osób. Wszystkich oskarżono o nieprawidłowości w handlu mięsem: łapówki, podmienianie towaru oraz fałszowanie faktur. Sąd skazał Wawrzeckiego na karę śmierci, a cztery inne osoby na karę dożywocia. Wawrzecki był jedyną osobą w historii Polski po 1956 roku, którą skazano na karę śmierci za przestępstwo natury gospodarczej.

#### Pięciolatka 1961-1965
W lutym 1961 roku uchwalono kolejną pięciolatkę na lata 1961–1965. Podtrzymano kierunek zwiększania inwestycji w przemyśle ciężkim oraz zahamowano wzrost stopy życiowej ludności. Produkcja przemysłu ciężkiego wzrosła o prawie 60% (przekraczając plan o kilka procent). Nie osiągnięto jednak zakładanych wskaźników wzrostu w produkcji rolnej, w płacach realnych i dochodzie narodowym. Po wybudowaniu Muru Berlińskiego w Polsce wzrósł niepokój wśród społeczeństwa – w panice masowo wykupywano artykuły pierwszej potrzeby. Podobna sytuacja wydarzyła się rok później – wówczas ludzie obawiali się problemów żywnościowych, które miały wywołać długotrwałe deszcze zagrażające plonom. Pomimo niepomyślnych prognoz władza wysłała do prasy zalecenia, by ta zapowiadała dobrą pogodę.
W listopadzie 1962 roku Gomułka przyznał, że poważne zmniejszenie tempa wzrostu produkcji wynikło z trudności gospodarczych. Podkreślił jednak, że trudności mają charakter przejściowy. Przemówienie Gomułki odebrano jako zapowiedź nadejścia „gorszych czasów”. Podczas jednej z narad Komitetu Centralnego Gomułka oświadczył, że plan pięcioletni faktycznie nie istnieje. Poprawę sytuacji gospodarczej władze widziały w podwyżkach. W marcu 1963 roku premier Józef Cyrankiewicz zapowiedział podwyżkę cen energii elektrycznej, gazu, wody, węgla, drewna opałowego i centralnego ogrzewania. Nowe ceny wprowadzono 1 kwietnia 1964 roku. Podwyżka spotkała się z falą niezadowolenia społecznego. Pojawiały się antyrządowe napisy, a wśród ludności zaczęły krążyć dowcipy na temat podwyżki. Ewenementem był strajk pielęgniarek, które w liczbie około tysiąca przeszły ulicami Warszawy pod Ministerstwo Zdrowia. We wrześniu 1964 roku wzrosły ceny mleka, zapałek i alkoholu, a Rada Ministrów podjęła decyzję o obniżeniu zawartości tłuszczu w mleku i śmietanie. Oprócz podwyżek, władza zdecydowała się nieco skorygować plany gospodarcze i przeznaczyć część środków na produkcję żywności.
Pomimo klęski planu gospodarczego na lata 1961–1965 władze nie przyznały się do porażki. W grudniu 1965 roku Gomułka podsumował plan. Przyznał, że pomimo wzrostu produkcji przemysłowej (o blisko 52%) nie udało się zrealizować planu w produkcji dóbr konsumpcyjnych. Produkcja rolnicza wzrosła o 15% (planowane 22%). Gomułka uznał tę pięciolatkę za „okres wielkiego kroku naprzód w dziedzinie rozbudowy ekonomiki i siły naszej ojczyzny”. Słowa te nie miały pokrycia w rzeczywistości.
Dalszą sytuację władze próbowały rozwiązać kolejnymi podwyżkami cen. W lipcu 1966 roku wzrosły ceny papierosów i ryb. Staniały za to towary luksusowe (wówczas zaliczano do nich m.in. telewizory i pralki).

#### Pięciolatka 1965-1970

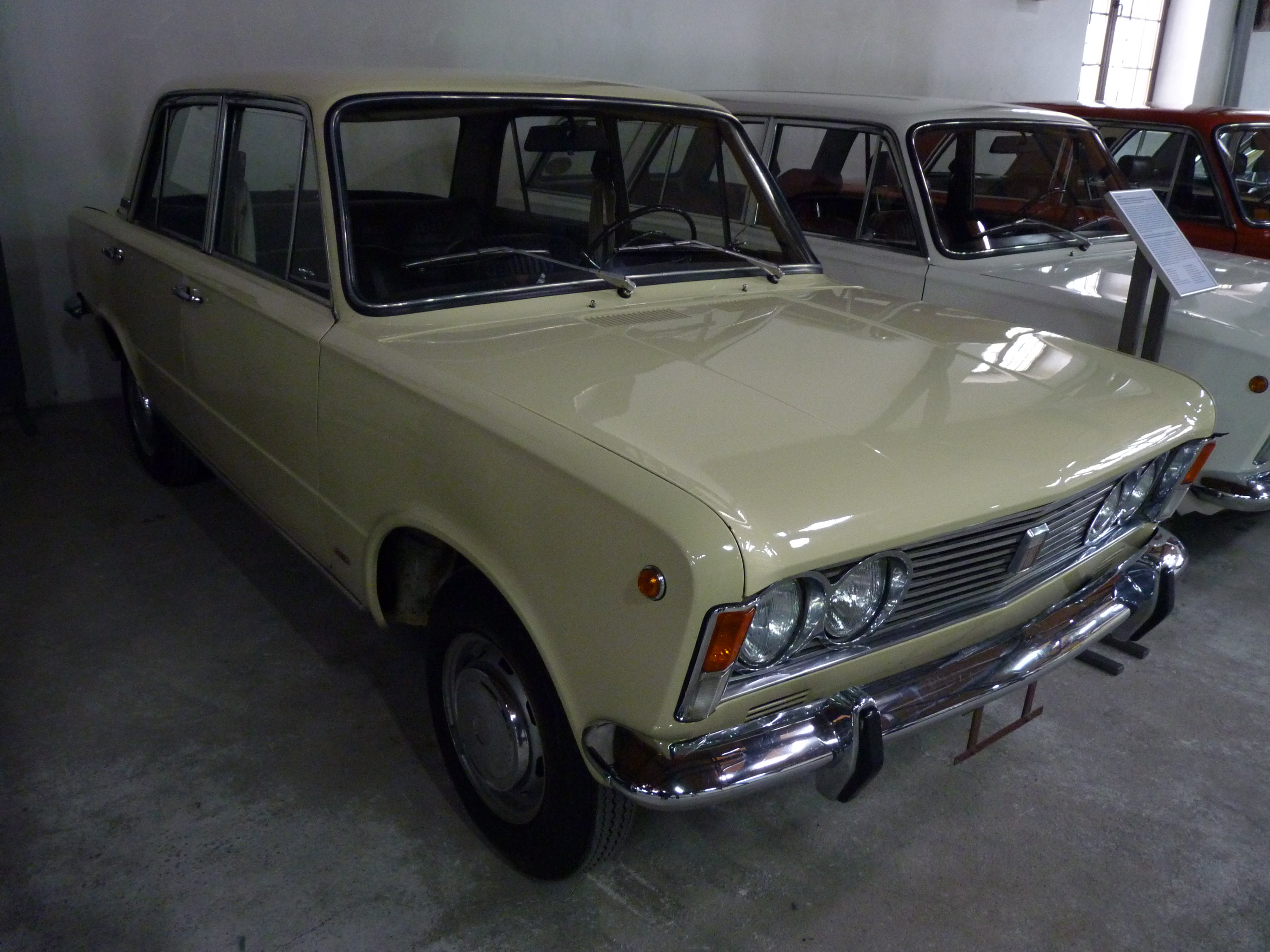
Polski Fiat 125p 1300 wyprodukowany w 1968 roku

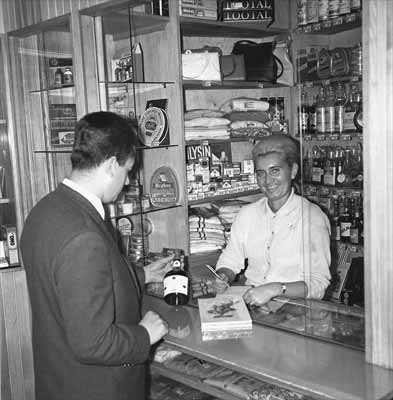
Sklep walutowy w hotelu „Continental” Orbis w Szczecinie – 1966 rok

W listopadzie 1965 roku sejm uchwalił Narodowy Plan Gospodarczy na lata 1966–1970. Nowa pięciolatka zakładała wzrost dochodu narodowego o 34%, produkcji przemysłowej o 44%, produkcji rolniczej o 17%. Udało się przekroczyć plan tylko w produkcji przemysłowej – standard życia społecznego pozostał na niskim poziomie. Nakłady przemysłowe do 1970 roku wzrosły o 27,7%.
W 1967 roku rozpoczęto produkcję Polskiego Fiata 125p w FSO. Samochód stanowił symbol postępu epoki gomułkowskiej, oraz był świadectwem nadążania Polski za przemianami zachodzącymi na świecie.
W listopadzie 1967 roku wzrosły o blisko 17% ceny mięsa, przetworów mięsnych i słoniny. Problem ten był dyskutowany na X Plenum KC PZPR, na którym stwierdzono, że „ceny mięsa utrzymywały się na niezmienionym poziomie od roku 1959” i w końcu trzeba było je zwiększyć „z uwagi na równowagę rynkową”. Gomułka stwierdził, że wzrost produkcji mięsa nie nadążał za wzrostem siły nabywczej ludności oraz za wzrostem popytu na ten artykuł. Oprócz tego podkreślił, że żaden kraj na świecie nie prowadzi „polityki całkowitej niezmienności cen”. Wzrost cen spotkał się z niezadowoleniem społecznym – podczas protestu robotników w Żeraniu Gomułka powiedział do protestujących, że nie rozumie ich oburzenia, gdyż pomimo podwyżki mięsa ich i tak nie było stać na ten towar. Niskie pensje władze rekompensowały finansowaniem ochrony zdrowia, oświaty, kultury, dotowaniem czynszu, ogrzewania, energii, przejazdów komunikacją miejską i PKP oraz wyjazdów urlopowych. Władze rozwijały sieć szkół (szkoły tysiąclecia), domów studenckich, szkół przyzakładowych. Podczas rządów Gomułki problemem było wolne tempo budownictwa mieszkaniowego – liczba oddawanych mieszkań stale była niższa od liczby zawieranych małżeństw.
W październiku 1969 roku Gomułka ocenił dokonania gospodarcze z ostatnich lat. Na zamkniętym spotkaniu powiedział, że pomimo początkowego zmniejszenia dystansu dzielącego Polskę od Zachodu, w ostatnich latach dystans znów zaczął się powiększać. Sygnalizował także niewykonanie planu pięcioletniego w eksporcie, oraz wzrost importu pasz. Susza w 1969 roku spowodowała duże straty. Niepełne statystyki SB wykazały, że w latach 1968–1969 wybuchło 90 strajków na tle ekonomicznym.
W maju 1970 roku Gomułka zaprezentował założenia tzw. reformy Jaszczuka. Plan Bolesława Jaszczuka zakładał podniesienie wydajności pracy przez uzależnienie wysokości płacy od efektywności pracy. Komisje fabryczne miały przeliczać wydajność pracy na punkty. Źle przygotowana reforma Jaszczuka spowodowała wzrost biurokracji i zakończyła się fiaskiem.
W październiku 1970 roku Biuro Polityczne KC PZPR omówiło pogarszającą się sytuację gospodarczą Polski – produkcja rolna spadła, nastąpił znaczący spadek pogłowia trzody chlewnej, zbiory zbóż były w 1970 roku o 12% niższe niż w 1969 roku. Jednocześnie wzrosło spożycie mięsa i jego przetworów. Biuro Polityczne jednogłośnie zdecydowało się na wprowadzenie odwlekanej podwyżki cen większości artykułów żywnościowych. Jednocześnie obniżono ceny detaliczne wielu wyrobów przemysłu lekkiego i maszynowego. Uchwałę zatwierdzono 11 grudnia 1970 roku. Wprowadzone podwyżki doprowadziły do wybuchu protestów robotniczych. Krwawo stłumione strajki zmusiły Gomułkę do ustąpienia ze stanowiska. Władzę objął Edward Gierek.

### Lata 1970–1980

#### Rozwój gospodarczy

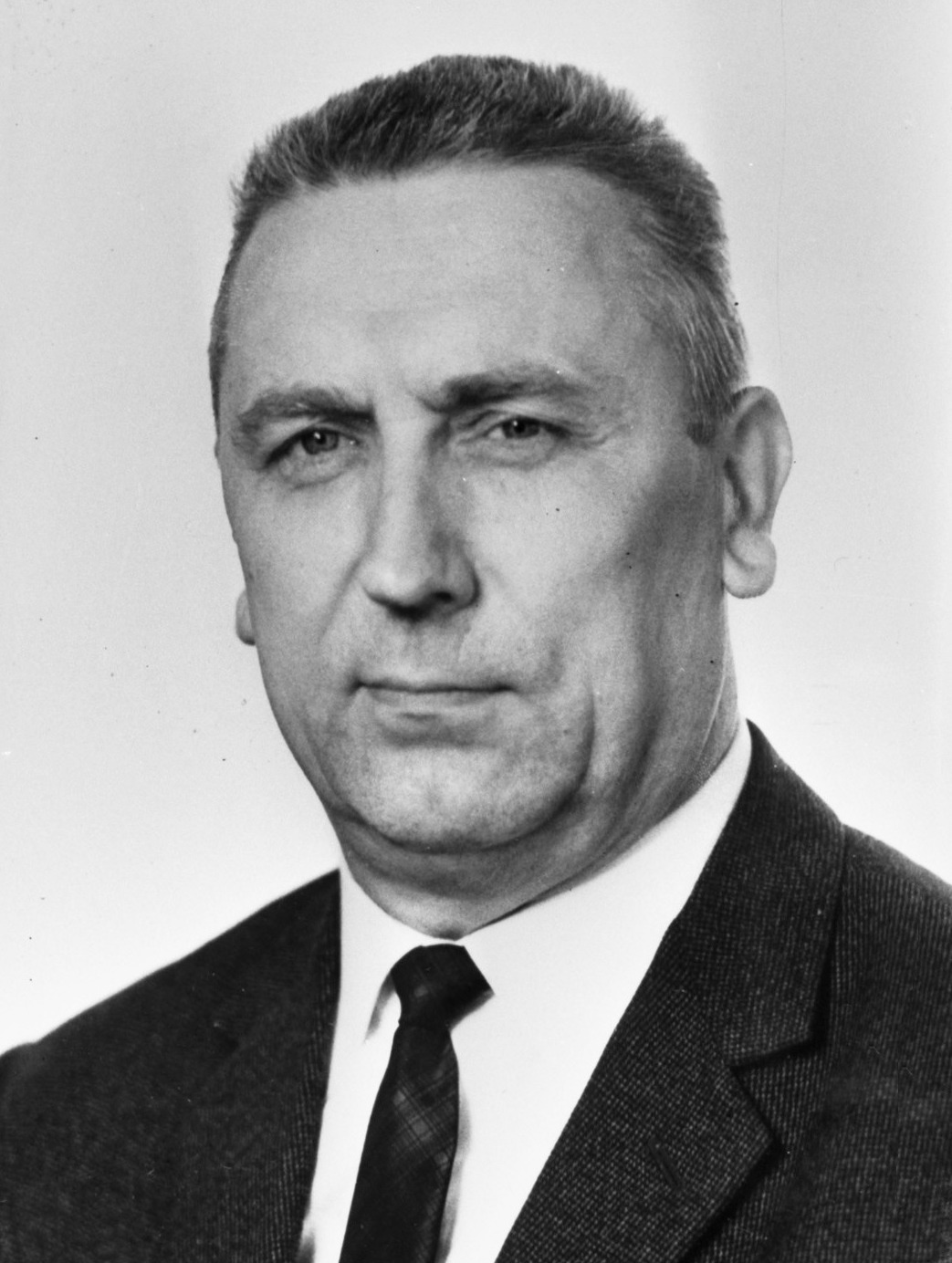
Edward Gierek

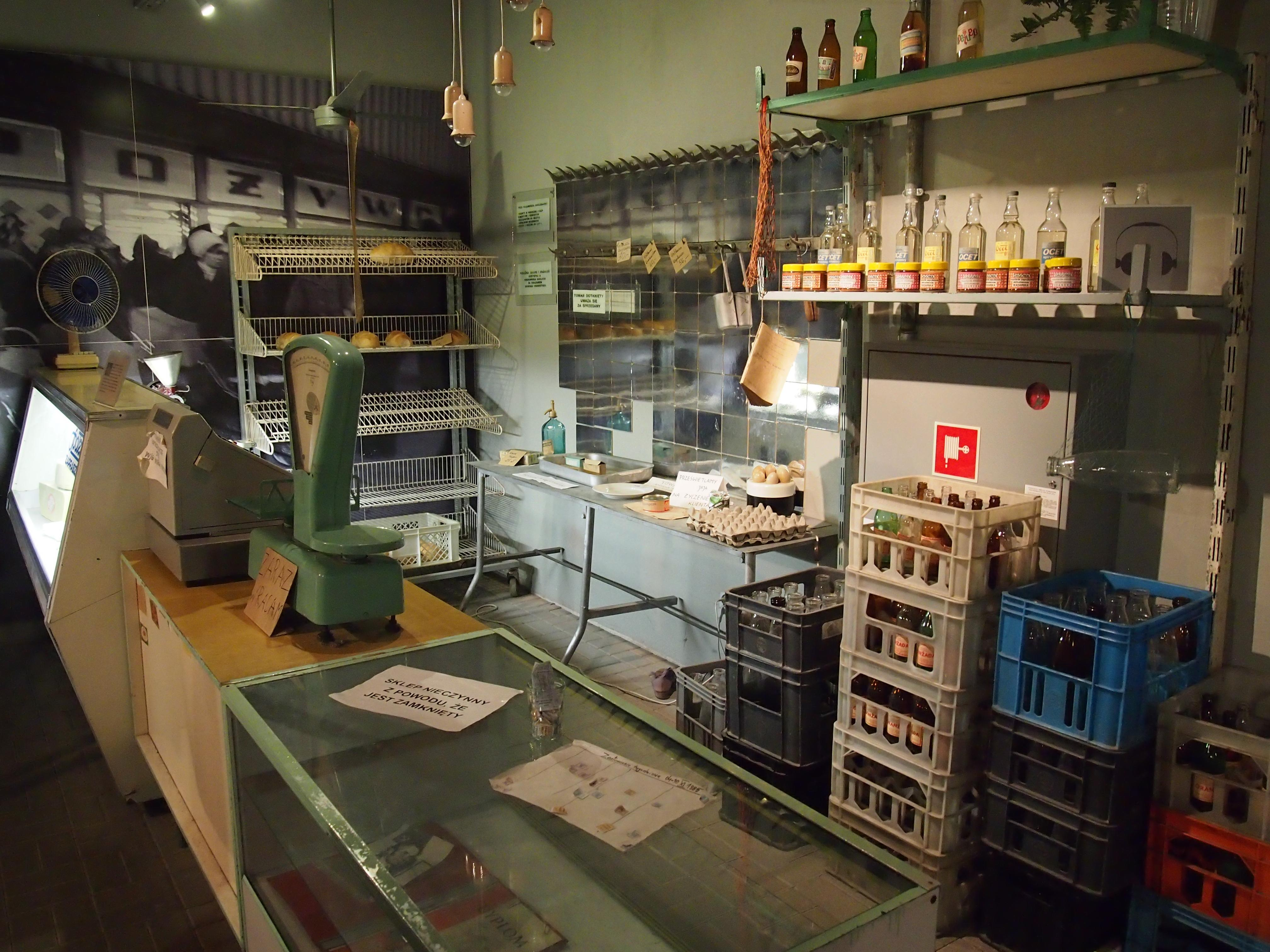
Rekonstrukcja sklepu spożywczego z przełomu lat 70. i 80.

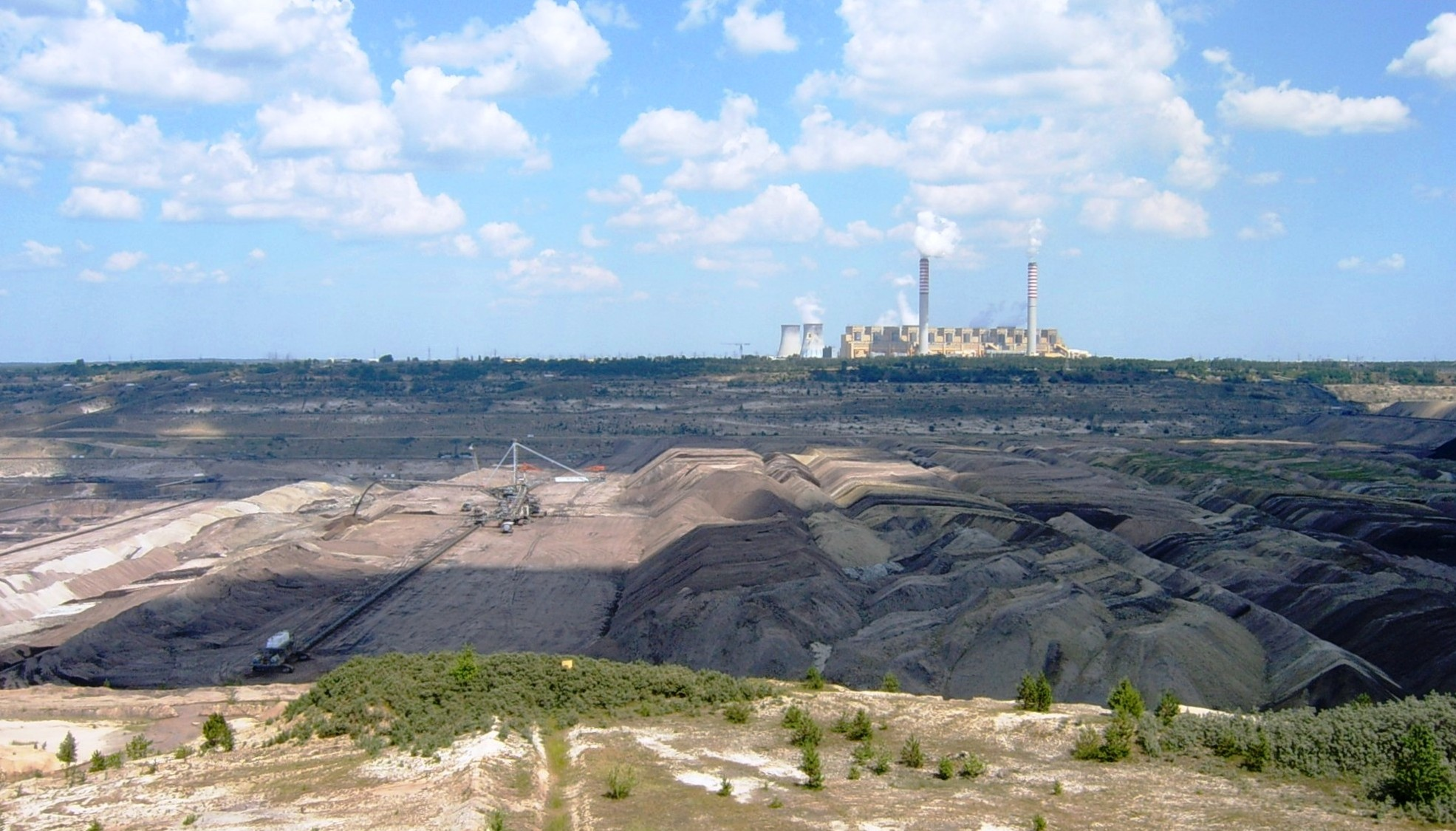
Powstałe w latach 60. Bełchatowskie Zagłębie Węgla Brunatnego

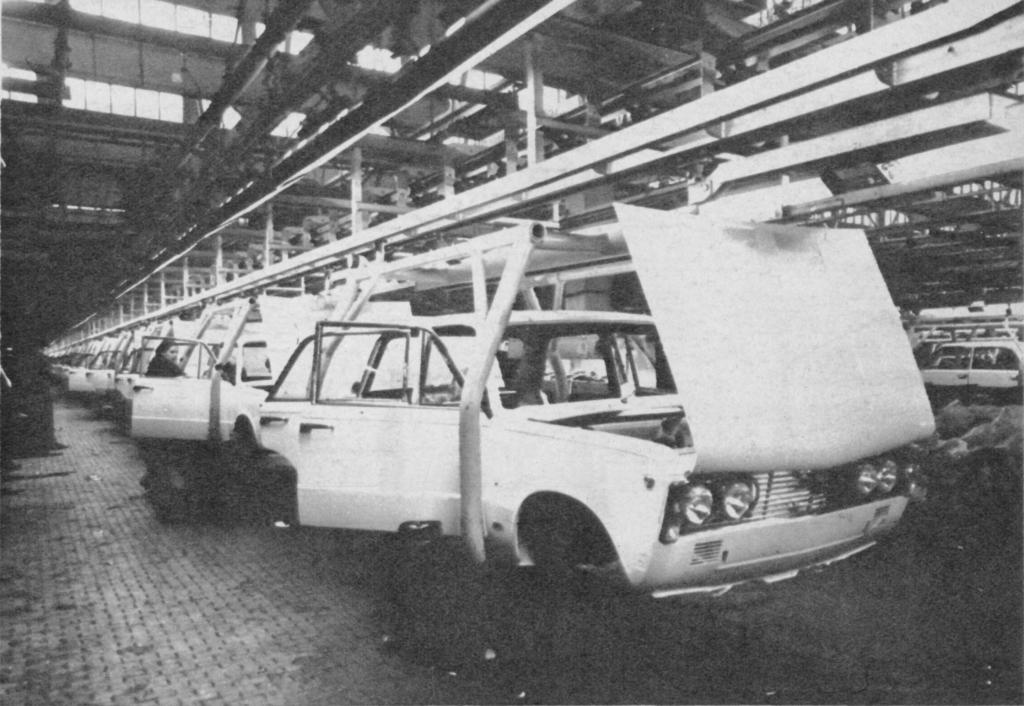
Linia produkcyjna Polskiego Fiata 125p w FSO – początek lat 70.

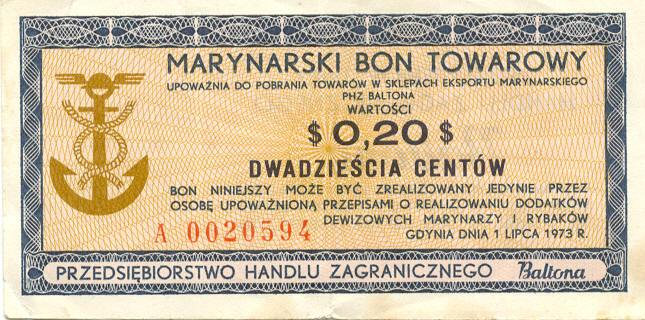
Bon baltonowski

Po kryzysie politycznym w grudniu 1970 ze stanowiska ustąpił I sekretarz KC PZPR, Władysław Gomułka i funkcję tę objął Edward Gierek. Sformułowano wówczas nową politykę społeczno-ekonomiczną, tzw. strategię przyspieszonego rozwoju gospodarczego i społecznego Polski, zakładającą utrzymanie szybkiego tempa wzrostu gospodarczego i jednoczesną poprawę materialnych i kulturowych warunków życia społeczeństwa. Projekt modernizacji kraju opierał się na zaciągnięciu kredytów, które miały być spłacane dzięki dochodom ze sprzedaży wyprodukowanych towarów. Na początku lat 70. kredyty były tanie, a zachodnie banki dysponujące nadwyżkami gotówki chętnie udzielały pożyczek gwarantowanych przez państwo. Zasady prowadzenia gospodarki pozostały niezmienne: kierunki działań należało uzgodnić z ZSRR oraz gospodarkę planowano centralnie.
W lutym 1971 roku władze PRL odrzuciły poprzedni plan gospodarczy i wprowadziły nowy na lata 1971–1975. Nową wersję planu przyjęto w grudniu 1971 roku. Dzięki zaciągnięciu kredytów można było zaplanować wzrost dochodu narodowego w pięcioleciu o 39% (w 1973 roku wprowadzono korektę, która podniosła wzrost do 55%). Produkcja przemysłowa miała wzrosnąć o 50% (po korekcie w 1973 66%). 10 maja 1972 roku Edward Gierek na V Plenum KC PZPR przedstawił plan podwojenia liczby mieszkań w ciągu 20 lat. Aby zrealizować plan, władze zakupiły od Związku Radzieckiego i Niemieckiej Republiki Demokratycznej technologię produkcji domów z prefabrykatów. Dzięki kredytom, wykorzystaniu rezerw walutowych, wzrostowi popytu na węgiel oraz nieznacznym usprawnieniom gospodarki, dochody ludności wzrosły o 11% przy braku inflacji.
Nowy plan zakładał gigantyczny wzrost inwestycji, któremu towarzyszyła kampania propagandowa. Rozpoczęto budowę nowych zakładów produkcyjnych (m.in. Huty Katowice, Rafinerii Gdańskiej, Portu Północnego, Fabryk Samochodów Małolitrażowych w Bielsku-Białej i Tychach, kopalni w Zagłębiu Lubelskim i w Bełchatowie). W 1973 roku rozpoczęto produkcję Polskiego Fiata 126p. Obok zakładów przemysłowych budowano bloki mieszkaniowe – według założeń do połowy lat 80. miano zaspokoić potrzeby mieszkaniowe społeczeństwa. Czas oczekiwania na nowe mieszkanie za rządów Edwarda Gierka wynosił od 6 do 15 lat. Obok rozwoju przemysłu planowano unowocześnienie infrastruktury. Elektryfikowano kolejne odcinki linii kolejowych, rozpoczęto budowę nowych dróg (np. Gierkówki powstałej w znaczniej mierze dzięki żołnierzom), w Warszawie rozpoczęto budowę Trasy Łazienkowskiej i Dworca Centralnego. Jedną ze sztandarowych inwestycji była budowa Centralnej Magistrali Kolejowej (CMK) – najnowocześniejszej w krajach RWPG linii kolejowej. CMK miała połączyć Górny Śląsk i jej kopalnie węgla z portami w Trójmieście. Według planów pociągi miały jeździć początkowo z prędkością 160 km/h, a po ukończeniu budowy 250 km/h. Z braku środków inwestycyjnych budowę CMK zakończono w 1977 roku. Udało się wybudować trasę łączącą Grodzisk Mazowiecki ze Śląskiem. Ponadto narzucony termin sprawił, że zaniedbano wyposażenie CMK w nowoczesne systemy kierowania ruchem kolejowym, zaniechano budowy nasypów pod tory oraz bezkolizyjnych przejazdów. Do połowy lat 80. na całej trasie obowiązywało ograniczenie prędkości do 140 km/h.
20 lipca 1972 roku Piotr Jaroszewicz podpisał uchwałę Rady Ministrów w sprawie udzielania dodatkowych dni wolnych od pracy. W 1975 roku pojawiły się wolne soboty. Wzrost produkcji był połączony ze wzrostem płac. W rolnictwie zniesiono obowiązkowe dostawy zboża, ziemniaków i żywca (1 stycznia 1972), a rolników objęto ubezpieczeniem i ułatwiono im obrót ziemią. Władze zachęcały rolników do specjalizacji produkcji i inwestycji. Jednocześnie zaczęły powstawać wielkie państwowe fermy hodowlane. W latach 1971–1974 dochód narodowy wzrósł o prawie 60%, produkcja przemysłowa o 64%, rolnicza o 19%, płace realne o 41%.
Rozpoczęcie budowy oraz zakończenie kolejnego jej etapu ukazywano jako sukces rządu. Niektórym Polakom ukazywane przez prasę, radio i telewizję informacje o sukcesach gospodarczych przypominały propagandę planu sześcioletniego, jednak duża część społeczeństwa przychylnie przyjmowała politykę Gierka.
W 1971 roku wprowadzono przydział dewiz na wyjazdy turystyczne. Z paszportem szło się do banku, w którym można było kupić dolary, po 20 złotych na realizację podróży i po 40 zł. na inne wydatki. Przydział dewiz (początkowo 130, później 150 dol.) można było oficjalnie dostać raz na trzy lata. Pewną pulę dewiz posiadały niektóre organizacje (np. Socjalistyczny Związek Studentów Polskich, Związek Literatów). Otworzono granicę z NRD, a z czasem zezwolono na podróże zagraniczne do innych państw socjalistycznych.
W 1972 roku powstało Przedsiębiorstwo Eksportu Wewnętrznego Pewex. Była to sieć sklepów, w których za zachodnie waluty lub bony można było kupić towary niedostępne na rynku krajowym. Wcześniejszą rolę Peweksów pełniły sklepy dewizowe PeKaO oraz sieć sklepów Baltona. Zakupy w Peweksie lub w Baltonie uchodziły za symbol luksusu. Pewex upadł na początku lat 90. – jedyny sklep tej marki pozostał w Zgorzelcu, który wykupiły ekspedientki ratujące własne miejsca pracy. Pewex w Zgorzelcu zamknięto w 2010 roku.
W pierwszym półroczu średnie płace wzrastały o kilkanaście procent (w latach 1970–1975 o 60%). Na początku lat 70. za jednego dolara należało zapłacić na czarnym rynku ok. 120-130 złotych, przy czym średnia pensja wynosiła ok. 2000 zł. Ceny artykułów pierwszej potrzeby wzrosły nieznacznie. Na rynku pojawiły się po przystępnych cenach artykuły, które w czasach Gomułki uważano za luksusowe (wyroby czekoladowe, cytrusy, wędliny lepszych gatunków, papierosy Marlboro, licencyjna Coca-cola).
Znacznie rozszerzono świadczenia socjalne, m.in. bezpłatną opieką lekarską objęto rolników indywidualnych i twórców kultury. Podwyższono zasiłki rodzinne i najniższe emerytury. Polityka E. Gierka umożliwiła rozwój turystyki zagranicznej zarówno do krajów bloku wschodniego, jak i na Zachód. W porozumieniu z władzami NRD praktycznie otwarto granicę z zachodnim sąsiadem, umożliwiając Polakom zakupy w lepiej zaopatrzonych sklepach niemieckich. W 1975 r. liczba odwiedzających NRD osiągnęła 5,6 mln osób.
Po 1970 r. rozbudzone zostały aspiracje konsumpcyjne społeczeństwa, które nie miały jednak trwałych podstaw w efektach pogrudniowej polityki ekonomicznej. Społeczeństwo polskie żyło ponad stan, nieświadome niebezpieczeństw, jakie niosło ze sobą nadmierne zadłużenie w krajach kapitalistycznych.

#### Kryzys

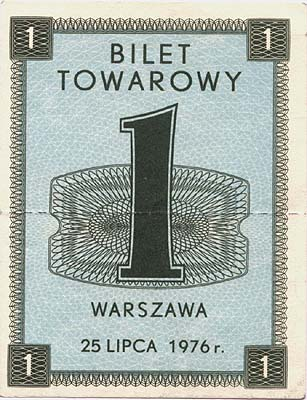
Kartka na cukier z 1976 roku

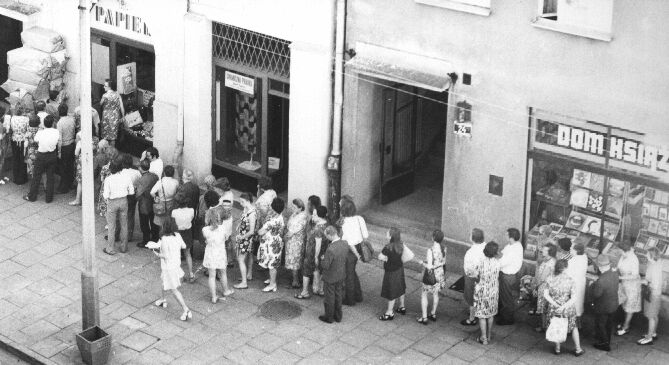
Kolejka do sklepu w okresie PRL

Problemy gospodarcze zaczęły pojawiać się już w 1973 roku. Zbyt duże nakłady na przemysł ciężki sprawiły, że produkowano produkty, na które nie było zapotrzebowania. Fabryki i kombinaty budowano w nieprzemyślanych miejscach, co powodowało problemy z transportem. W celu spłaty kredytów preferencyjnych ekipa Gierka zaciągała nowe kredyty. Kryzys naftowy w 1973 roku sprawił, że wzrosły odsetki od zaciągniętych kredytów. Innymi problemami okazały się: niska jakość i wydajność pracy, niedokładnie oszacowane koszty inwestycji, deficyt energii. Bezpośrednimi przyczynami kryzysu gospodarczego po 1975 roku były: kryzys naftowy w 1973 roku, lata nieurodzaju w rolnictwie w połowie dziesięciolecia, wtłoczenie środków z kredytów w niewydolny system gospodarczy, sam fakt istnienia gospodarki centralnie sterowanej, oparcie części inwestycji na przestarzałych technologiach, zbyt szeroka skala inwestycji (wiele niepotrzebnych zakładów budowano pod presją lokalnych władz).
Nowe technologie uzależniały przemysł od dostaw surowców i półfabrykatów z Zachodu. Dług w 1975 roku wyniósł 8 mld dolarów (w 1970 było to 0,6 mld, w 1974 4 mld). Obsługa długu pochłaniała coraz większą część wpływów z eksportu (36% w 1976 roku). Aby ograniczyć problemy gospodarcze zmniejszono inwestycje w przemyśle spożywczym i lekkim oraz zlikwidowano drobny przemysł terenowy. Zachwiało to równowagą rynkową – w obiegu znajdowało się więcej pieniędzy niż poszukiwanych towarów. Dysproporcje płac pogłębiały się: robotnik na priorytetowej budowie zarabiał 15 tys. złotych, jego zwierzchnik połowę tej kwoty, zaś początkujący lekarz zarabiał poniżej 3 tys. złotych. W 1975 roku Związek Radziecki zamroził poziom dostaw ropy naftowej i innych surowców – braki uzupełniano zakupami w strefie dolarowej.
Władze bojąc się reakcji na wprowadzenie jawnych podwyżek, wprowadziły ukryte podwyżki, polegające na zmianie nazwy lub opakowania, zmniejszaniu wagi lub pogarszaniu jakości towaru. Projekt zmian cen ogłoszono 24 czerwca 1976 roku. Nowe ceny miały wejść w życie od 27 czerwca. Podwyżki cen miały być wysokie: cukru i niektórych wędlin o 100%, mięsa o ok. 70%, tłuszczów i serów tłustych o 50%, warzyw i przetworów o 30%. Rekompensaty planowano proporcjonalnie do zarobków: najlepiej zarabiający mieli otrzymać najwięcej. Zaraz po ogłoszeniu projektu zaczęto masowo wykupywać towary. Podwyżka cen żywności doprowadziła do protestów robotniczych (m.in. w Radomiu i Ursusie). Władza obawiając się powtórki grudnia 1970 zrezygnowała z podwyżek cen.
W sierpniu 1976 roku wprowadzono kartki na cukier. 1 grudnia 1976 roku podjęto decyzję o zwiększeniu importu zbóż, mięsa, pasz i tłuszczów za sumę 1,5 miliarda dolarów. 7 grudnia 1976 roku rząd polski zaciągnął w RFN długoletni kredyt na sumę 650 milionów marek. W celu wyjścia z kryzysu gospodarczego, władze ograniczyły inwestycje oraz zwiększyły produkcję na rynek i eksport. Inwestowano w górnictwo (wydobywany węgiel przynosił dewizy), rolnictwo, energetykę oraz (pod naciskiem ZSRR) w przemysł zbrojeniowy. Przemysł ponosił straty za sprawą przerw w dostawach prądu. Brakowało części zapasowych. Kryzys objął budownictwo mieszkaniowe oraz transport (zwłaszcza kolejowy). Dług w 1978 roku wyniósł 18,5 mld dolarów, a w 1980 roku 25 mld dolarów. Spłaty odsetek pochłaniały w 1979 roku 75% wpływów z eksportu.
Wprowadzenie w krajach RWPG rubla transferowego powiększyło trudności gospodarcze. Rubel sprawiał, że Polska traciła dewizy. I tak np. w polskich stoczniach budowano okręty, które według najwyższych standardów światowych wyposażano w urządzenia nabywane za dewizy. Nowe okręty sprzedawano zaś za ruble transferowe. Aby utrzymać produkcję rolną zdecydowano się na import pasz z Zachodu. Gospodarka miała cechy gospodarki rabunkowej – aby otrzymać dewizy władze dostarczały nawet masowy odstrzał i odłów zwierząt (zajęcy, łosi, kuropatw, bażantów).
Powszechne braki podstawowych towarów sprawiły, że Polacy zdobywali lub załatwiali je za pomocą układów i „dojść”. W celu kupienia droższego towaru (np. mebli czy lodówki) należało się zapisać do listy kolejkowej. Pogorszyły się jakość usług pocztowych i telekomunikacyjnych oraz transportowych. Pomimo kłopotów gospodarczych propaganda głosiła, że Polska znalazła się w czołówce rozwijających się krajów świata, że jest czwartym producentem węgla, dziewiątym – cementu, energii i stali. W 1979 roku produkt narodowy brutto zmniejszył się o 1%. Ogłoszone bez zapowiedzi podwyżki cen mięsa i wędlin 1 lipca 1980 roku doprowadziły do protestów społecznych i powstania Niezależnego Samorządnego Związku Zawodowego „Solidarność”.

### Lata 1980–1989

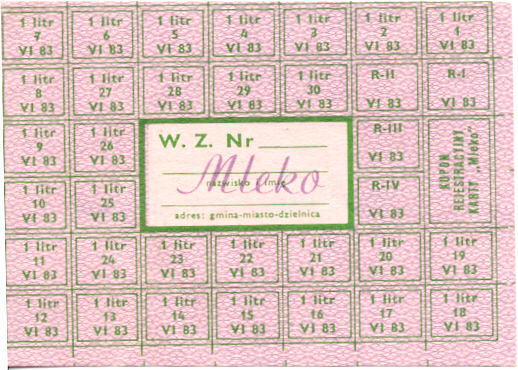
Kartka na mleko z 1983 roku

Gospodarka Polski w latach 80. znajdowała się w stanie ostrego kryzysu. Problemy gospodarcze były bezpośrednim impulsem do wybuchu masowych strajków w lipcu i sierpniu 1980 – najpierw w Lublinie, a potem na Wybrzeżu i Śląsku. Zakończyły się one podpisaniem porozumień społecznych, w których zaakceptowano postulaty protestujących robotników, m.in. zgodę na tworzenie wolnych związków zawodowych. Większą pulę środków przeznaczano na produkcję żywności, budowę mieszkań oraz poprawę sytuacji w energetyce – inwestycje w innych sektorach gospodarki ograniczano. System kartkowy rozbudowano za sprawą presji społecznej. Reglamentacja towarów obejmowała kolejne produkty spożywcze i przemysłowe. Okazało się jednak, że reglamentacja nie poprawiła sytuacji na rynku. Do końca lat 80. puste sklepy stały się charakterystycznym krajobrazem gospodarki Polski Ludowej. Obok ograniczeń w handlu władze prowadziły walkę ze spekulantami – w latach 80. działa Inspekcja Robotniczo-Chłopska, której zadaniami były walka ze spekulacją oraz kontrola handlu.
Podczas „karnawału Solidarności” debatowano na temat dróg wiodących do poprawy sytuacji. Opracowano wiele projektów reform, o których zapomniano po wprowadzeniu stanu wojennego. Do części reform wrócono podczas realizacji planu Balcerowicza.

#### Stan wojenny
Apogeum kryzysu nastąpiło w 1981 r., kiedy odnotowano spadek dochodu narodowego o 22%. W 1982 r. dochód spadł o 6%. W 1982 r. produkt narodowy brutto był niższy o 15% (w porównaniu do 1980). Poziom z 1980 r. udało się osiągnąć w 1986. Po wprowadzeniu stanu wojennego kontrolę nad przedsiębiorstwami objęli komisarze wojskowi, którzy nie byli przygotowani do pełnienia tego typu funkcji. Rygory stanu wojennego utrudniały kooperację przedsiębiorstw. Wprowadzenie sankcji gospodarczych przez USA (które obejmowały zakaz sprzedaży towarów do Polski Ludowej, jak i ich importu) pogorszyły sytuację. W największych problemach znalazło się rolnictwo, które doznało ograniczeń w zakresie importu pasz. 1 lutego 1982 podniesiono ceny o ponad 100%, co obniżyło realne dochody ludności o ok. 30%. W tym samym roku przyjęto pakiet ustaw przygotowanych przed 13 grudnia.
W 1981 roku rząd gen. Jaruzelskiego poinformował Klub Paryski o wstrzymaniu spłat zadłużenia zagranicznego w wysokości 25,5 miliarda USD oraz 3,1 miliarda rubli transferowych (ok. 2,5 miliarda USD) z powodu niewypłacalności PRL, co w konsekwencji powodowało jego dalszy wzrost.

#### Stagnacja
Po zniesieniu stanu wojennego w gospodarce nastąpiła stagnacja. Ponad 80% produktów było niedostępnych na rynku. Rósł nawis inflacyjny (różnica między dochodami ludności a możliwością zakupienia towarów). W 1987 r. Zbigniew Messner proklamował II etap reformy gospodarczej, który miał na celu rozwiązać problemy gospodarcze w Polsce. Program w rzeczywistości był zabiegiem propagandowym. W reformie Messnera znalazł się program likwidacji przerostu zatrudnienia, który wprowadzono w życie.
W grudniu 1988 przyjęto ustawę Wilczka, która wprowadziła wolność działalności gospodarczej i zrównała sektor publiczny z sektorem prywatnym.

#### Transformacja
W 1989 r. rząd Tadeusza Mazowieckiego rozpoczął zmianę systemu gospodarczego. W grudniu 1989 Sejm przyjął pakiet 10 ustaw, przedstawiony przez wicepremiera i ministra finansów Leszka Balcerowicza. Podstawą były dwa strategiczne cele: zwalczenie hiperinflacji (w 1989 wyniosła 351%, a w 1990 686%) oraz budowa gospodarki wolnorynkowej. W odniesieniu do pierwszego celu zastosowano tak zwaną terapię szokową: dotacje budżetowe ograniczono lub zlikwidowano (w efekcie ceny nośników energii wzrosły kilkakrotnie), zmniejszono przyrost podaży pieniądza (głównie poprzez kontrolę płac poprzez wprowadzenie podatku od ponadnormatywnych wynagrodzeń, zmiany w zasadach indeksacji płac, rent i emerytur) oraz znacznie podwyższono oprocentowanie kredytów, przy równoczesnym ustaleniu dodatniej stopy procentowej dla depozytów oszczędnościowych. W ramach drugiego celu wprowadzono wewnętrzną wymienialność złotego (stworzono fundusz stabilizacyjny mający 1 mld USD), zniesiono ograniczenia i koncesje w handlu zagranicznym, urynkowiono ceny, które objęły ok. 90% ogółu wyrobów i usług, zlikwidowano system reglamentacji i priorytetów w przedsiębiorstwach, zmniejszono ograniczenia w zakresie handlu ziemią rolną i lokalami użytkowymi oraz rozpoczęto prywatyzację i restrukturyzację gospodarki i finansów (tworzenie rynku kapitałowego, reforma bankowości i systemu podatkowego). Ustawa prywatyzacyjna weszła w życie w lipcu 1990 roku. Przebudowie polskiej gospodarki towarzyszyły kryzys gospodarczy i społeczny w Europie Środkowo-Wschodniej i rozpad ZSRR.

## Charakterystyka gospodarki
Gospodarka oparta była w tym okresie na społecznej własności środków produkcji, co umożliwiało centralne planowanie – tworzono państwowe gospodarstwa rolne (PGR), wprowadzono państwowy monopol w handlu zagranicznym. Wprowadzano plany wieloletnie, m.in. plan 3-letni (1947–1949) – odbudowy gospodarczej, plan 6-letni (1950–1955) – rozwoju gospodarczego i budowy podstaw socjalizmu oraz plany pięcioletnie z 1956–1960 – o kontynuowaniu polityki uprzemysłowienia, 1961–1965 – o dalszym rozwoju gospodarki narodowej, 1966–1970 – o kontynuacji polityki industrialnej kraju.
W wyniku istnienia systemu nakazowego gospodarka komunistycznej Polski była nieefektywna i marnotrawna, a jej skutkami były bieda i zapaść cywilizacyjna. Problemy pogłębiało embargo technologiczne. Podczas przeprowadzania transformacji ustrojowej w 1989 roku produkt krajowy brutto na osobę był równy PKB, jaki Francja osiągnęła w 1952 roku, Włochy w 1961 roku, Hiszpania w 1967 roku, Portugalia w 1975 roku. W latach 80. na uzyskanie 1 dolara amerykańskiego PNB zużywano trzy razy więcej energii niż w Niemczech Zachodnich. Zasoby marnotrawiono beztrosko i bezkarnie. Przez braki w zaopatrzeniu kwitły korupcja i czarny rynek.
Zaniedbywano życie i zdrowie pracowników – utrzymywano produkcję przemysłową w zakładach, w których stężenie substancji trujących przekraczało dopuszczalne normy setki razy. W wyniku niedofinansowania służby zdrowia poziom zgonów wśród niemowląt był w Polsce Ludowej dwa razy większy niż w państwach Europy Zachodniej. Niektóre dzielnice mieszkaniowe sąsiadowały z zanieczyszczającymi okolicę przedsiębiorstwami, a w budownictwie materialnym stosowano trujące materiały. Ciężko ocenić szkody poczynione przez gospodarkę komunistyczną w ludzkiej psychice – w systemie komunistycznym nie obowiązywały etos i etyka pracy, szacunek do prawa, dążenie do produkcji, przedsiębiorczość i innowacyjność. Niechęć do rzetelnej pracy pogłębiły: nieuczciwy system awansów i wynagrodzeń, wysoka inflacja (uniemożliwiająca oszczędzanie pieniędzy), kłopoty z zaopatrzeniem.
W porównaniu do innych państw Europy poziom nauczania w polskich szkołach był wysoki (np. matematyki). Problemem okazało się nauczanie niepotrzebnych przedmiotów przy braku przygotowania młodzieży do pracy. Do szkół wyższych uczęszczało ok. 10% osób w wieku od 19 do 24 lat.
Cenzura blokowała informacje poświęcone katastrofom naturalnym, budowlanym, górniczym i zanieczyszczeniu środowiska. Władza oraz członkowie PZPR odpowiedzialni za zaniedbania blokowali przepływ informacji, licząc na to, że problemy same się naprawią, lub że informacje nie dostaną się do opinii publicznej.
Straty w gospodarce przynosiły niekorzystne dla Polski Ludowej umowy handlowe ze Związkiem Radzieckim. Polski węgiel i koks sprzedawano Związkowi Radzieckiemu za 10% ich ceny. Wszystkie towary sprzedawane ZSRR miały zaniżone ceny. Niektóre źródła o umowach z ZSRR twierdzą, że węgiel sprzedawano ZSRR po ok. 1$ za tonę, podczas gdy cena rynkowa w tzw. krajach zachodnich i skandynawskich (z racji rozwijającego się wówczas przemysłu miały one duże zapotrzebowanie) wynosiła 15$ za tonę.

### Dochód narodowy
Poniższy wykres przedstawia historyczne zestawienie PKB per capita Polski, Hiszpanii i Korei Południowej w latach 1950–2000:

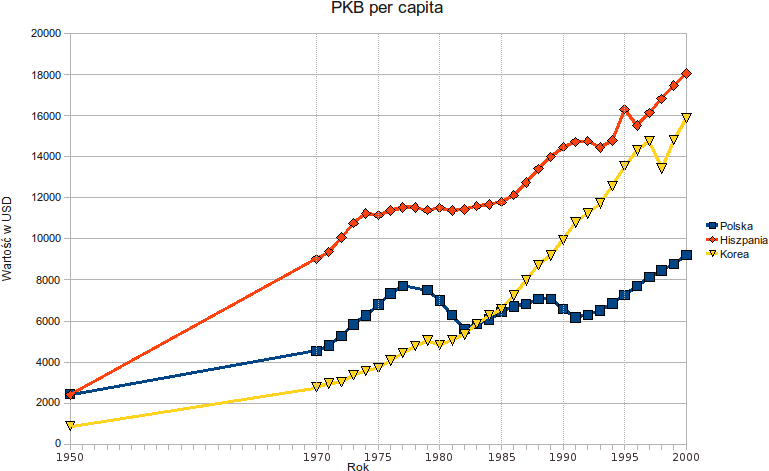

Porównanie poziomu PKB per capita według parytetu siły nabywczej (w dolarach Geary-Khamis z 1990 r.)
| \| PKB per capita według PSN (w dol. Geary-Khamis z 1990 r.) \| \| \| \| \| \| \| Rok \| Państwo \| Państwo \| Państwo \| Państwo \| Państwo \| \| Rok \| Polska \| Francja \| Grecja \| Hiszpania \| Portugalia \| \| 1950 \| 2447 \| 5186 \| 1915 \| 2189 \| 2086 \| \| 1960 \| 3215 \| 7398 \| 3146 \| 3072 \| 2956 \| \| 1970 \| 4428 \| 11 410 \| 6211 \| 6319 \| 5473 \| \| 1978 \| 6111 \| 14 240 \| 8695 \| 9023 \| 7340 \| \| 1980 \| 5740 \| 14 766 \| 8971 \| 9203 \| 8044 \| \| 1982 \| 5288 \| 15 132 \| 8879 \| 9293 \| 8280 \| \| 1989 \| 5684 \| 17 300 \| 10 111 \| 11 582 \| 10 372 \| \| 2000 \| 7268 \| 20 647 \| 12 226 \| 15 717 \| 13 812 \| \| 2016 \| 12 828 \| 22 511 \| 11 644 \| 16 645 \| 13 725 \| |         |         |         |           |            |
| PKB per capita według PSN (w dol. Geary-Khamis z 1990 r.) |         |         |         |           |            |
| Rok | Państwo | Państwo | Państwo | Państwo   | Państwo    |
| Rok | Polska  | Francja | Grecja  | Hiszpania | Portugalia |
| 1950 | 2447    | 5186    | 1915    | 2189      | 2086       |
| 1960 | 3215    | 7398    | 3146    | 3072      | 2956       |
| 1970 | 4428    | 11 410  | 6211    | 6319      | 5473       |
| 1978 | 6111    | 14 240  | 8695    | 9023      | 7340       |
| 1980 | 5740    | 14 766  | 8971    | 9203      | 8044       |
| 1982 | 5288    | 15 132  | 8879    | 9293      | 8280       |
| 1989 | 5684    | 17 300  | 10 111  | 11 582    | 10 372     |
| 2000 | 7268    | 20 647  | 12 226  | 15 717    | 13 812     |
| 2016 | 12 828  | 22 511  | 11 644  | 16 645    | 13 725     |

### Zatrudnienie
Szybkie tempo odbudowy i uprzemysłowienia kraju zwiększyło zawodową aktywizację ludzi. Zlikwidowano bezrobocie (choć w rzeczywistości istniało bezrobocie ukryte), zmniejszono przeludnienie agrarne, szacowane w latach 1946–1965 na 2,4 mln. W latach tych ponad 2 mln ludzi znalazło zatrudnienie poza rolnictwem. Państwo realizowało politykę pełnego zatrudnienia oraz likwidacji dysproporcji w rozmieszczeniu sił wytwórczych na terenie kraju (nakaz pracy).

### Gospodarka braków i niedoborów

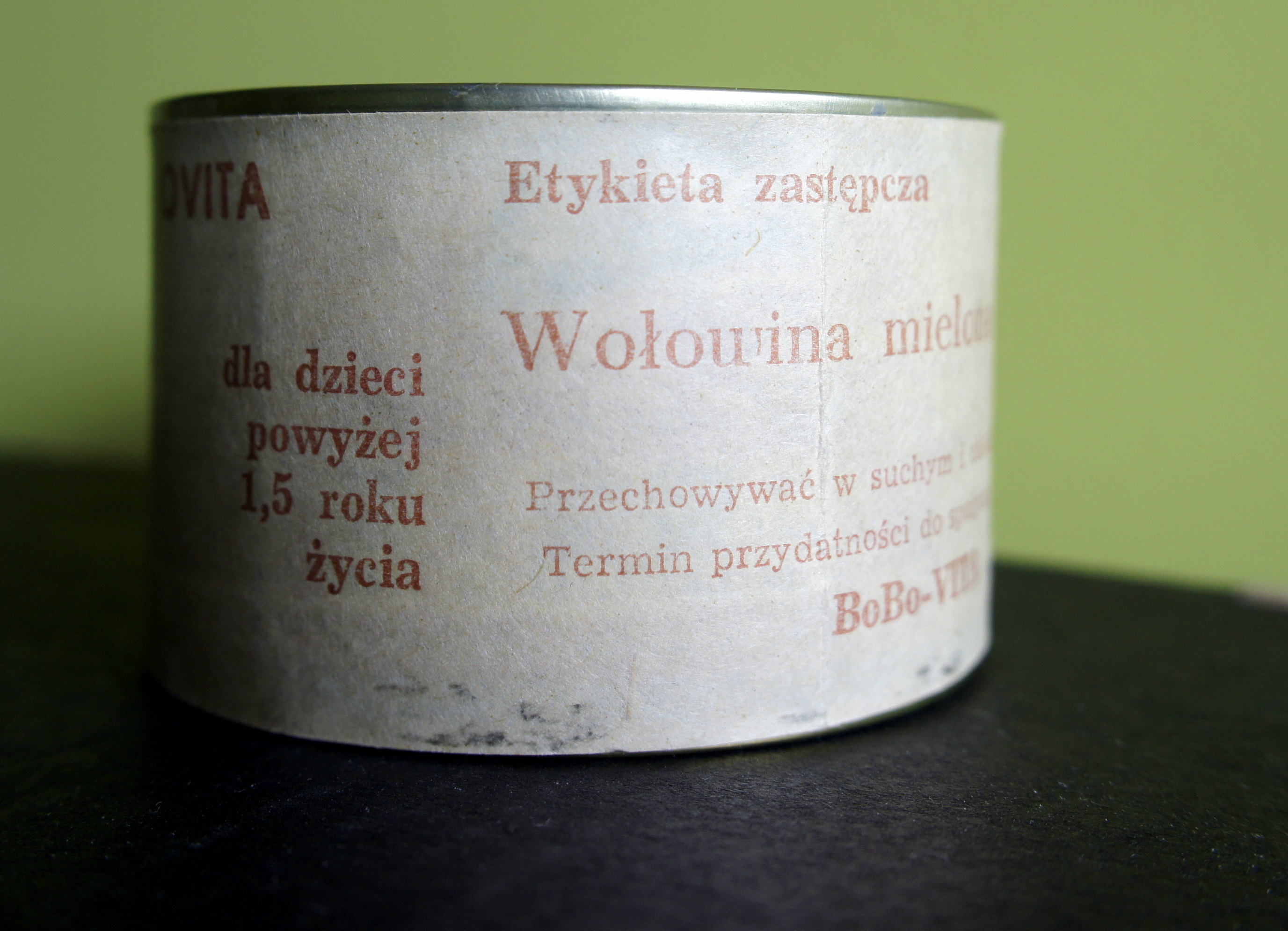
Etykieta zastępcza na konserwie z posiłkiem dla dziecka

Braki w zaopatrzeniu sprawiły, że najpierw żywność, a następnie inne artykuły, jak buty czy papierosy, zostały objęte reglamentacją w końcowym okresie Polski Ludowej. Nabyć je można było jedynie na kartki i w ograniczonych ilościach. W końcowym okresie PRL występowały kłopoty w zaopatrzeniu, a w oczekiwaniu na dostawy towarów ustawiały się kolejki.
Równocześnie rząd wprowadził uchwałę o rozszerzeniu programu przedpłat na samochody osobowe. Ponieważ przedpłaty przyjęto w liczbie fizycznie niemożliwej do zrealizowania przez przemysł, a znaczna część samochodów była rozprowadzana poza kolejnością, operacja faktycznie umożliwiła rządowi zebranie od obywateli 25–30% całej gotówki na rynku. Niespłacone zadłużenie wewnętrzne z tego tytułu wynosiło w 2012 ok. 3,5 mln zł.

### Podsumowanie
Lata powojennej odbudowy, powiązane z rewolucyjnymi przekształceniami ustrojowymi, przyniosły zróżnicowane rezultaty. Parcelacja majątków, przyczyniając się do zmniejszenia przeludnienia agrarnego, pozostawiła zbyt dużą liczbę gospodarstw małych, utrudniających intensyfikację produkcji. Upaństwowienie przemysłu, ułatwiając planową jego odbudowę, negatywnie wpłynęło na efektywność gospodarowania. W efekcie rozwiązania w sferze własnościowej, preferujące sektor państwowy i drobne gospodarstwa chłopskie, przyczyniły się do narastania w gospodarce wynaturzeń i dysproporcji.
Nierównomierności pogłębiła, oparta na stalinowskich dogmatach, industrializacja faworyzująca działy wytwórczości związane z inwestowaniem i zbrojeniami. Od 1949 r. rozwijano nowe gałęzie przemysłu, głównie ciężkiego i maszynowego, przy zaniedbaniu już istniejących. Pojawiły się silne tendencje autarkiczne, umacniane przez napięcia w stosunkach międzynarodowych. Wyraźnie z tyłu, w stosunku do przemysłu ciężkiego, pozostały takie dziedziny, jak przemysł konsumpcyjny, transport i budownictwo mieszkaniowe. Dodatkowo polityka pospiesznego uspołecznienia własności spowodowała przejściowy regres w rolnictwie, handlu wewnętrznym i rzemiośle.
Ukształtowana w latach pięćdziesiątych struktura gospodarcza nawiązywała do kierunków rozwojowych ZSRR przed II wojną światową. Nie uwzględniała, poza sektorem zbrojeniowym, współczesnych tendencji w gospodarce światowej, inspirowanych rewolucją naukowo-techniczną. Podobnie jak w systemie radzieckim, w bardzo małym stopniu wychodziła naprzeciw potrzebom konsumpcyjnym społeczeństwa.
Głosy krytyczne pod adresem przyjętej strategii gospodarowania i domagające się zmian w systemie ekonomicznym pojawiły się w okresie krótkotrwałej „gomułkowskiej odwilży”. Poglądy te tylko częściowo wykorzystane zostały w prowadzonej polityce gospodarczej. Jedynym trwałym efektem zmian w latach 1956–1958 było zastąpienie przymusowej kolektywizacji programem rozwoju kółek rolniczych. Nie stworzono jednak skutecznych barier zapobiegających rozdrabnianiu gospodarstw indywidualnych. Krótkotrwałe próby przebudowy struktury ekonomicznej kraju, podobnie jak i ukształtowania efektywnego systemu gospodarczego, przerwało pospieszne odstąpienie kierownictwa PZPR od realizacji programu demokratyzacji państwa.
Od 1959 r. górę wzięły tendencje do koncentracji uwagi na przemyśle maszynowym i hutnictwie, oraz dodatkowo na bazie surowcowo-paliwowej. U źródeł tego zwrotu leżały radzieckie hasło współzawodnictwa bloku wschodniego z krajami kapitalistycznymi, oraz przystąpienie Polski do zagospodarowania nowo odkrytych złóż siarki, miedzi, węgla brunatnego i koksującego. Polityka gospodarcza podporządkowana została konserwatywnym tendencjom w życiu politycznym kraju i mocarstwowym ambicjom ZSRR. Przyspieszenie industrializacji ponownie niekorzystnie odbiło się na sferze nieprodukcyjnej oraz na rolnictwie i przemyśle konsumpcyjnym. Coraz większym ciężarem dla kraju stawał się import deficytowego zboża oraz dóbr inwestycyjnych, związany z niską zdolnością eksportową gospodarki. Rozwój kapitałochłonnego sektora wydobywczego zmniejszał systematycznie efektywność gospodarowania. W latach sześćdziesiątych malała dynamika dochodu narodowego i narastały dysproporcje w gospodarce.
Utrzymujące się pod koniec lat sześćdziesiątych niekorzystne zjawiska w gospodarce, niepokoje polityczne w kraju i przykład innych państw bloku wschodniego skłoniły władze do bardziej radykalnych posunięć. Podjęto próbę przejścia do selektywnego rozwoju przemysłu, preferując wybrane jego gałęzie, z punktu widzenia zdolności eksportowych. Na marginesie zmian pozostawiono przemysł konsumpcyjny, rolnictwo, transport i budownictwo mieszkaniowe.
Zlekceważenie dziedzin związanych z poprawą warunków bytowych ludności uniemożliwiło szersze poparcie ze strony społeczeństwa dla nowej polityki strukturalnej. Generalnie słuszne, chociaż ograniczone posunięcia modernizacyjne, pozostawiające nienaruszoną pozycję przemysłu wydobywczego i ciężkiego, napotkały barierę społeczno-polityczną uzewnętrznioną wybuchem społecznym w grudniu 1970 r.
Lata 1971–1980, nazwane „dekadą gierkowską”, dzieliły się na dwa bardzo różne okresy, na które złożyły się przyspieszenie wzrostu gospodarczego i wzrost stopy życiowej ludności w pierwszej połowie lat siedemdziesiątych, związane z pozyskaniem kredytów zagranicznych, oraz jego wyraźne zwolnienie po 1975 r., które następnie przeszło w kryzys. W 1979 r., pierwszy raz w historii PRL, nastąpił spadek dochodu narodowego, powodując pogorszenie warunków bytowych ludności i wzrost napięć społecznych.
Z buntu przeciwko dotychczasowej polityce gospodarczej zrodził się ruch „solidarnościowy”, który władze komunistyczne próbowały złamać, wprowadzając w grudniu 1981 r. stan wojenny. Zarządzenia stanu wojennego dały pewne ożywienie koniunktury po 1982 r., która jednak ponownie załamała się w 1989 r. W konsekwencji do końca dekady lat osiemdziesiątych nie osiągnięto poziomu dochodu narodowego z 1978 r. W okresie tym wielkim ciężarem dla gospodarki stało się zadłużenie zagraniczne, którego spłata przerastała możliwości finansowe kraju.
Gospodarka końca lat osiemdziesiątych nie była w stanie zaspokoić aspiracji bytowych społeczeństwa i zapewnić Polsce należytego miejsca w międzynarodowej rywalizacji. Przyczyny tej sytuacji po części tkwiły w liczącym wieki odstawaniu Polski od poziomu gospodarczego Europy Zachodniej. Jednak trwające przez 45 lat rządy komunistyczne odpowiedzialne są za skierowanie gospodarki na tory oddalające ją od trendów występujących w czołówce krajów cywilizowanych. Doprowadziło to do strukturalnego kryzysu gospodarczego, a w konsekwencji do upadku narzuconego Polsce systemu.

## Ocena
Ocena PRL-u jako okresu w rozwoju ekonomiczno-społecznym Polski jest niejednoznaczna. Zależy ona w dużym stopniu m.in. od orientacji politycznej oceniającego. Próba bezstronnej oceny musi z jednej strony uwzględnić położenie geopolityczne Polski po II wojnie światowej, z drugiej zaś strony fakt, że ostatecznym wynikiem prowadzonej w okresie lat 80. polityki gospodarczej i społecznej były obciążenie gospodarki państwa dużym długiem i niezdolność do konkurowania na rynkach światowych.
Pozytywnymi cechami PRL były: bezpieczeństwo socjalne, odbudowa Warszawy, likwidacja analfabetyzmu, niski poziom przestępczości pospolitej (szczególnie pobić i rozbojów) i patologii społecznych, inwestycje w transport (np. budowa tzw. Gierkówki).
Bardziej kontrowersyjne, choć przez wielu do dziś również uważane za sprawiedliwe, było powszechne zrównanie poziomu życia (znacznie mniejsza rozpiętość dochodów osobistych, współczynnik Giniego wzrósł z 25 w 1987 do 35 w 2002 r.)
W pierwszych dwóch dekadach znacznie poprawił się stan zdrowia ludności wskutek wprowadzenia antybiotyków i poprawy warunków życia. W drugiej połowie lat 70. zaczęła zwiększać się śmiertelność, osiągając maksimum w 1980. Dotyczyło to zwłaszcza mężczyzn w wieku 45–55 lat. Za główne przyczyny tego stanu uznaje się: duże zanieczyszczenie środowiska, złe warunki pracy, przeludnione mieszkania, depresje wywołane pogorszeniem się warunków gospodarczych, alkoholizm, złą dietę i pogorszenie się opieki medycznej.
Niekorzystnymi cechami ustroju socjalistycznego w PRL były: tłumienie wolności obywatelskich, zmuszanie jednostek do emigracji lub „emigracji wewnętrznej”, korupcja, konieczność korzystania z pomocy rodzin przysyłających paczki z zagranicy, ograniczone możliwości wyjazdu do państw spoza bloku wschodniego, degradacja środowiska naturalnego, co w efekcie końcowym doprowadziło do zapóźnienia gospodarczego i cywilizacyjnego oraz zadłużenia (które w 1989 wynosiło 42,3 mld USD – 40,8 mld USD w walutach krajów zachodnich, 1,5 mld USD w walutach państw socjalistycznych).
Gospodarka w okresie lat 80. charakteryzowała się wysokim poziomem marnotrawstwa, energochłonności, szkodliwości dla środowiska i nieefektywności, jak również dużymi dysproporcjami w rozwoju poszczególnych sektorów gospodarki (szczególnie widoczne były niedorozwój usług i budownictwa mieszkaniowego oraz wysoki udział inwestycji w PKB). Nadmierna emisja pieniądza powodowała nawis inflacyjny. Niedostępność podstawowych produktów konsumpcyjnych przyczyniały się do wzrostu korupcji, rozwoju czarnego rynku i innych form handlu wymiennego towarami lub przywilejami.
W przypadku katastrof przemysłowych władze prowadziły politykę maksymalnego ograniczania dostępu do informacji, tak długo jak to było możliwe, zwłaszcza jeśli były one związane z zaniedbaniami na szczeblu kierowniczym (partyjnym). Zachodni dziennikarze Dusko Doder i Louise Branson określili to zjawisko blokowaniem informacji w nadziei, że skutki katastrofy jakoś same znikną, albo że nikt ich nie zauważy. Prowadziło to niejednokrotnie do eskalacji negatywnych konsekwencji dla ludności cywilnej i strat materialnych znacznie większych, niż gdyby podjęto odpowiednie działania informacyjne od razu.
Władze państwowe regularnie instruowały organy cenzury o konieczności blokowania wszelkich doniesień np. o katastrofach górniczych, budowlanych czy transportowych, niebezpiecznych odpadach chemicznych lub biologicznych, skażeniu środowiska.
Wyższy niż obecnie był udział PKB Polski w gospodarce światowej. W 1980 roku wynosił on ok. 2,4%, podczas gdy w 1945 roku wynosił ok. 0,8%, a w 2015 ok. 0,6%.